# ولسوالی‌های افغانستان

نقشه ولسوالی‌های افغانستان همراه با نام

تقسیمات کشوری افغانستان، مرز ولایت‌ها با رنگ سرخ و مرز ولسوالی‌ها با رنگ سیاه نشان داده شده است.

وُلُسوالی یا اولُسوالی (به پشتو: ولسوالی)(به ازبکی: اولسوالیک) یکی از واحدهای تقسیمات کشوری افغانستان است که برابر واحدی در حدود فرمانداری و شهرستان در ایران می‌شود. افغانستان هم‌اکنون دارای ۴۰۸ ولسوالی است که بر اساس ولایت در فهرست زیر تقسیم‌بندی شده است.
ولسوالی برگرفته از واژه‌ای ترکی با ریشهٔ مغولی «اولوس» (Ulus) است که معنی قبیله، طایفه و جماعت را می‌دهد، به علاوهٔ واژهٔ عربی «والی».

## ولایت اُرُزگان

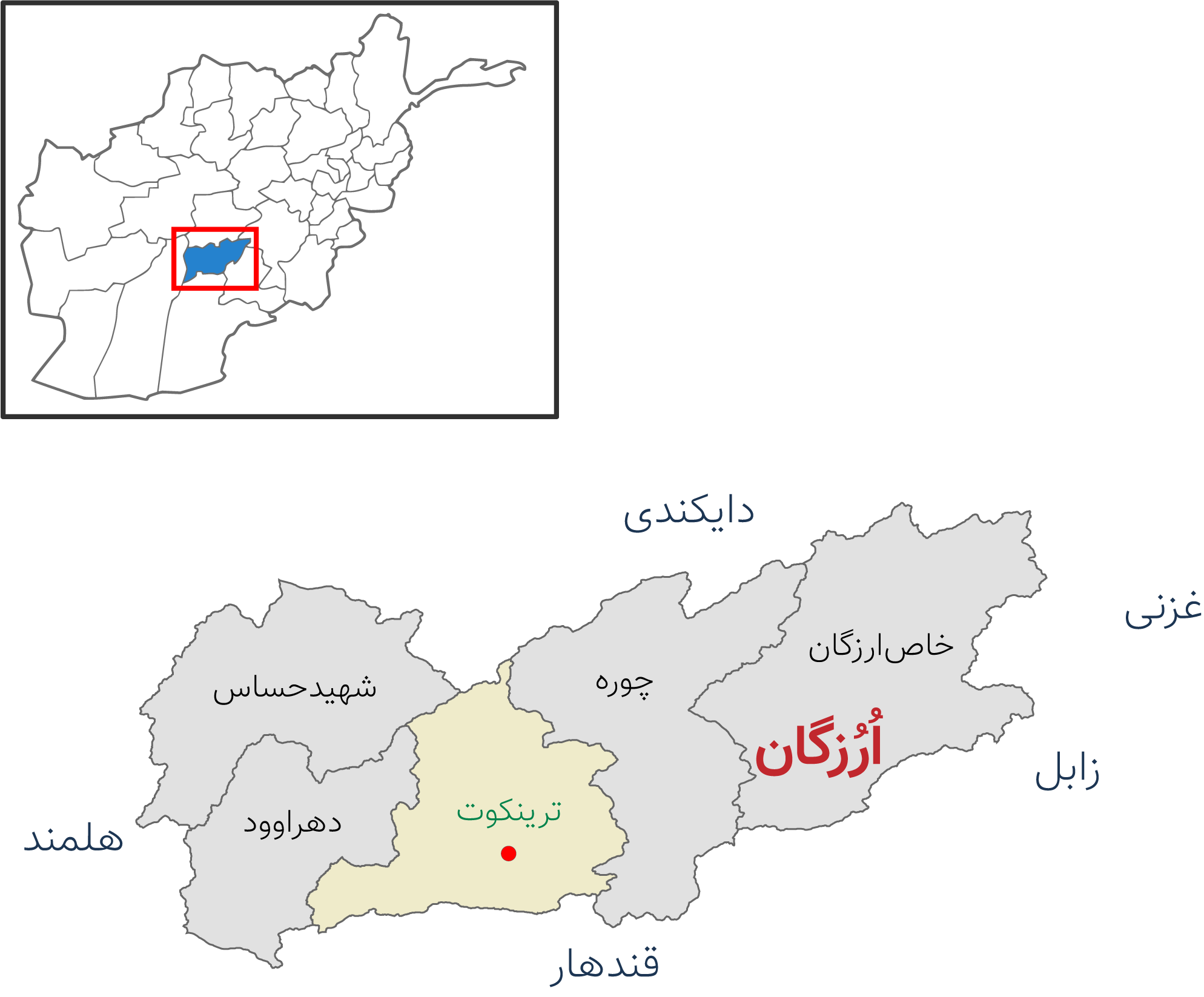
ولسوالی‌های اُرُزگان

- ترین‌کوت
- چوره
- خاص‌ارزگان
- دهراوود
- شهید حساس

## ولایت بادغیس

ولسوالی‌های بادغیس

- آب‌کَمَری
- جَوَند
- غورماچ
- قادِس
- قلعهٔ‌نو
- بالا مرغاب
- مُقُر

## ولایت بامیان

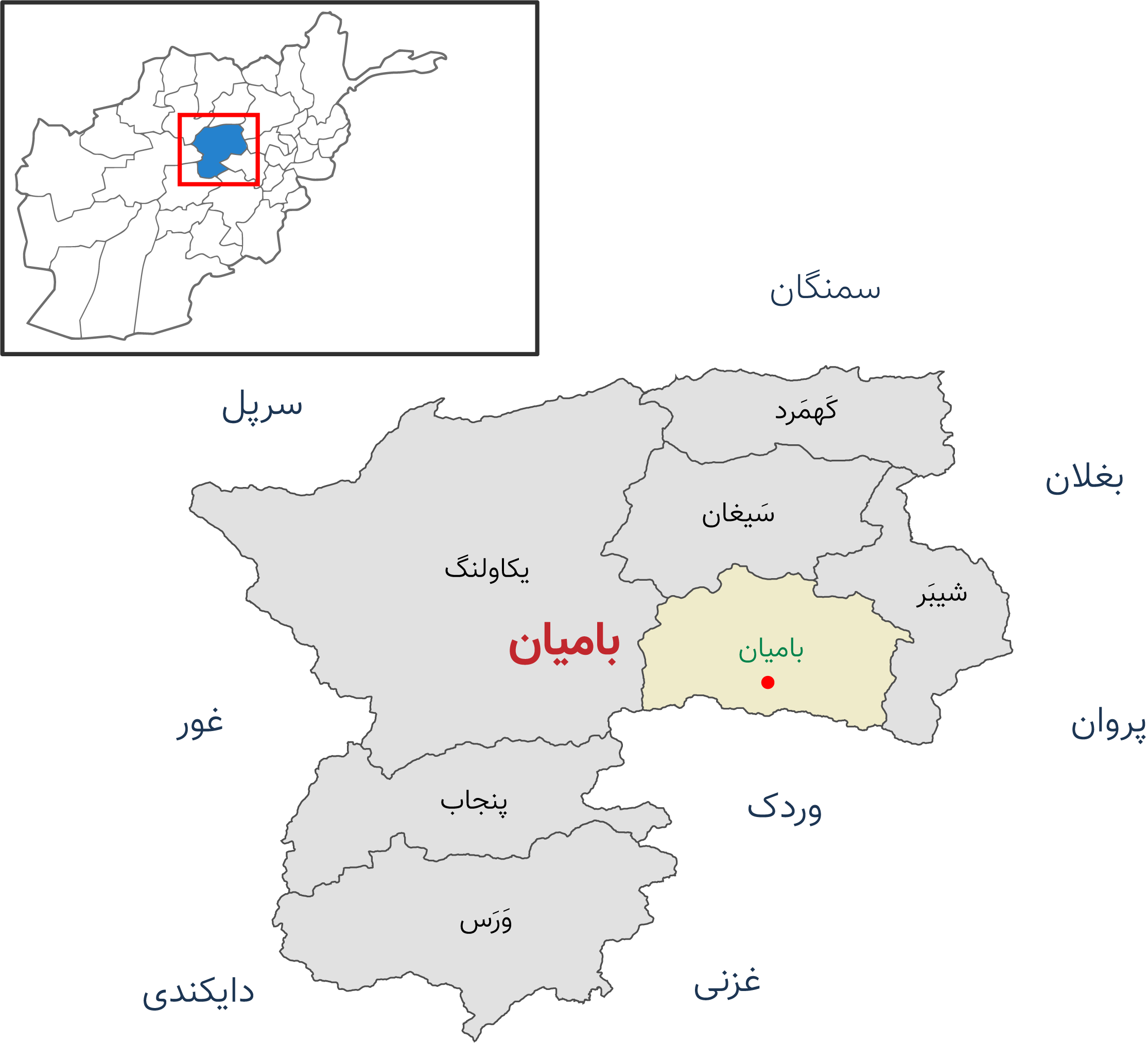
ولسوالی‌های بامیان

- بامیان
- کَهمَرد
- پنجاب
- سَیغان
- شیبَر
- وَرَس
- یکاولنگ

## ولایت بدخشان

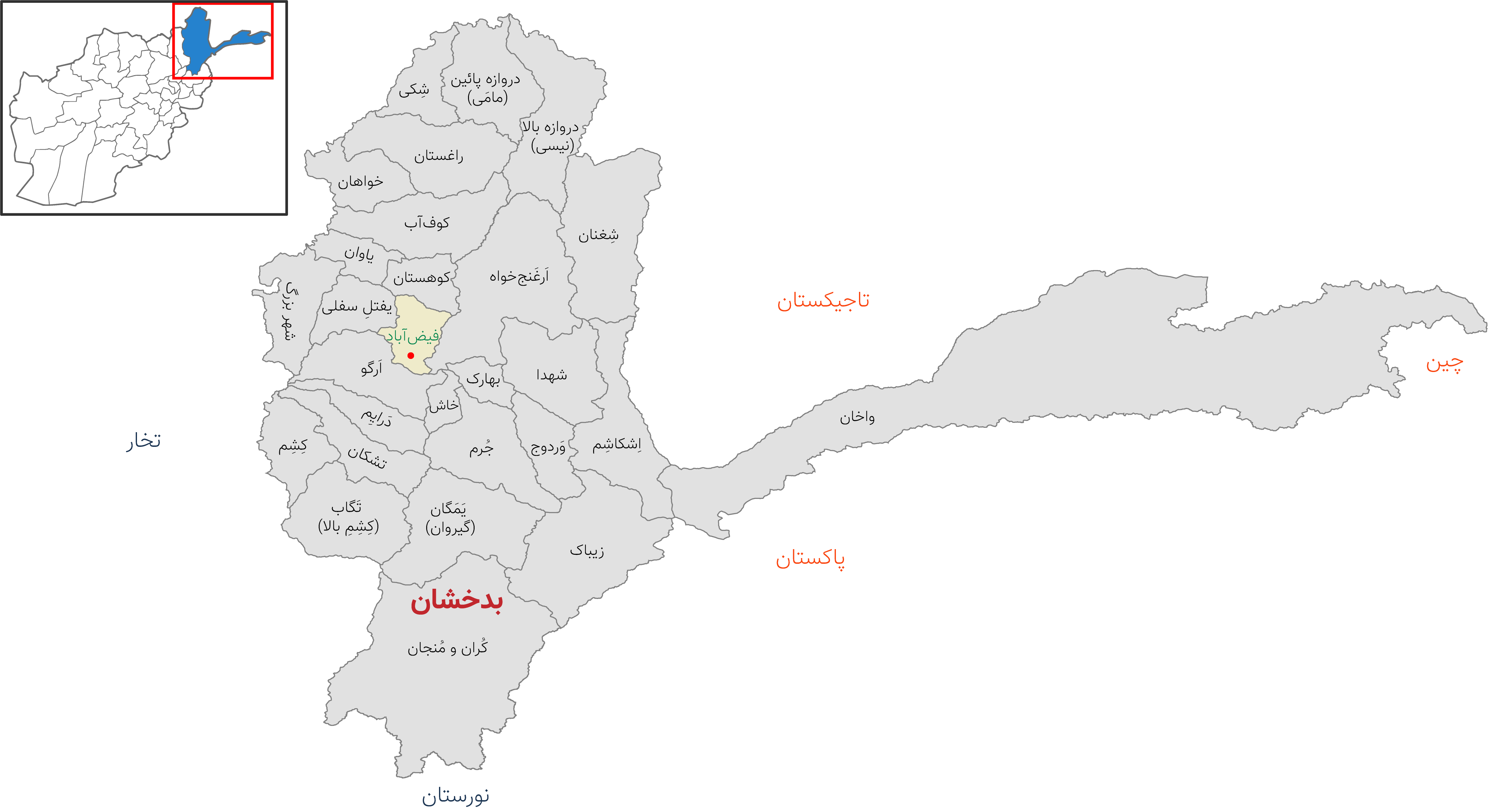
ولسوالی‌های بدخشان

| - اَرغَنج‌خواه - اَرگو - اِشکاشِم - بهارک - تَگاب (کِشِمِ بالا) - تیشکان - جُرم - خاش - خواهان - دَرایِم - درواز پائین (نِسَی) - درواز بالا (مایمَی) - راغستان - زیباک | - شِغنان - شِکی - شهدا - شهر بزرگ - شهرفیض‌آباد - کُران و مُنجان - کِشِم - کوف‌آب - کوهستان - واخان - وَردوج - یاوان - یفتلِ پایین - یَمَگان (گیروان) |  |

## ولایت بغلان

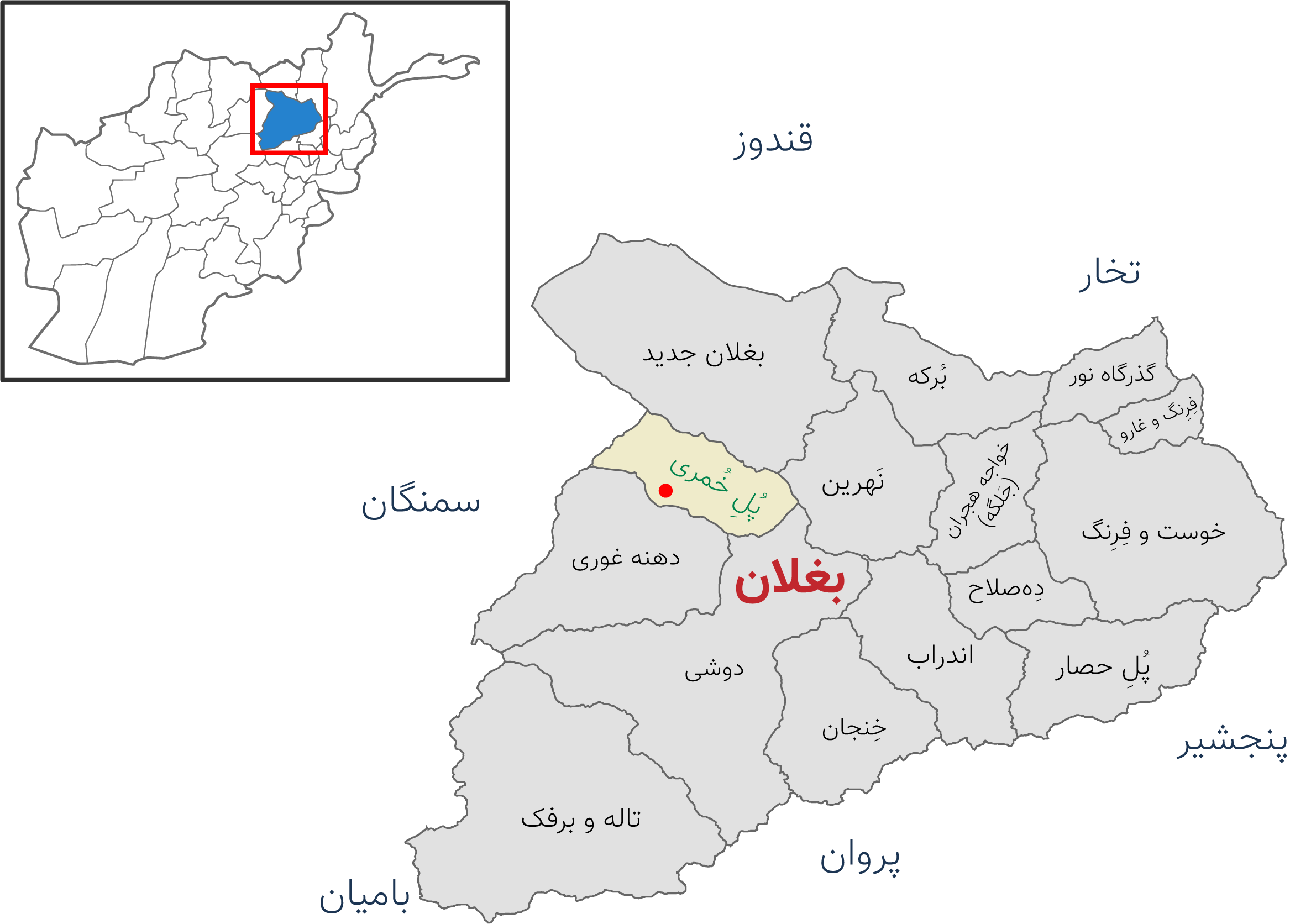
ولسوالی‌های بغلان

- نَهرین
- اندراب
- بغلان جدید
- پُلِ حصار
- پُلِ خُمری
- تاله و برفک
- جَلگه
- خِنجان
- خوست و فِرِنگ
- دوشی
- دهانه غوری
- دِه‌صلاح
- فِرِنگ و غارو
- گذرگاه نور
- بُرکه

## ولایت بلخ

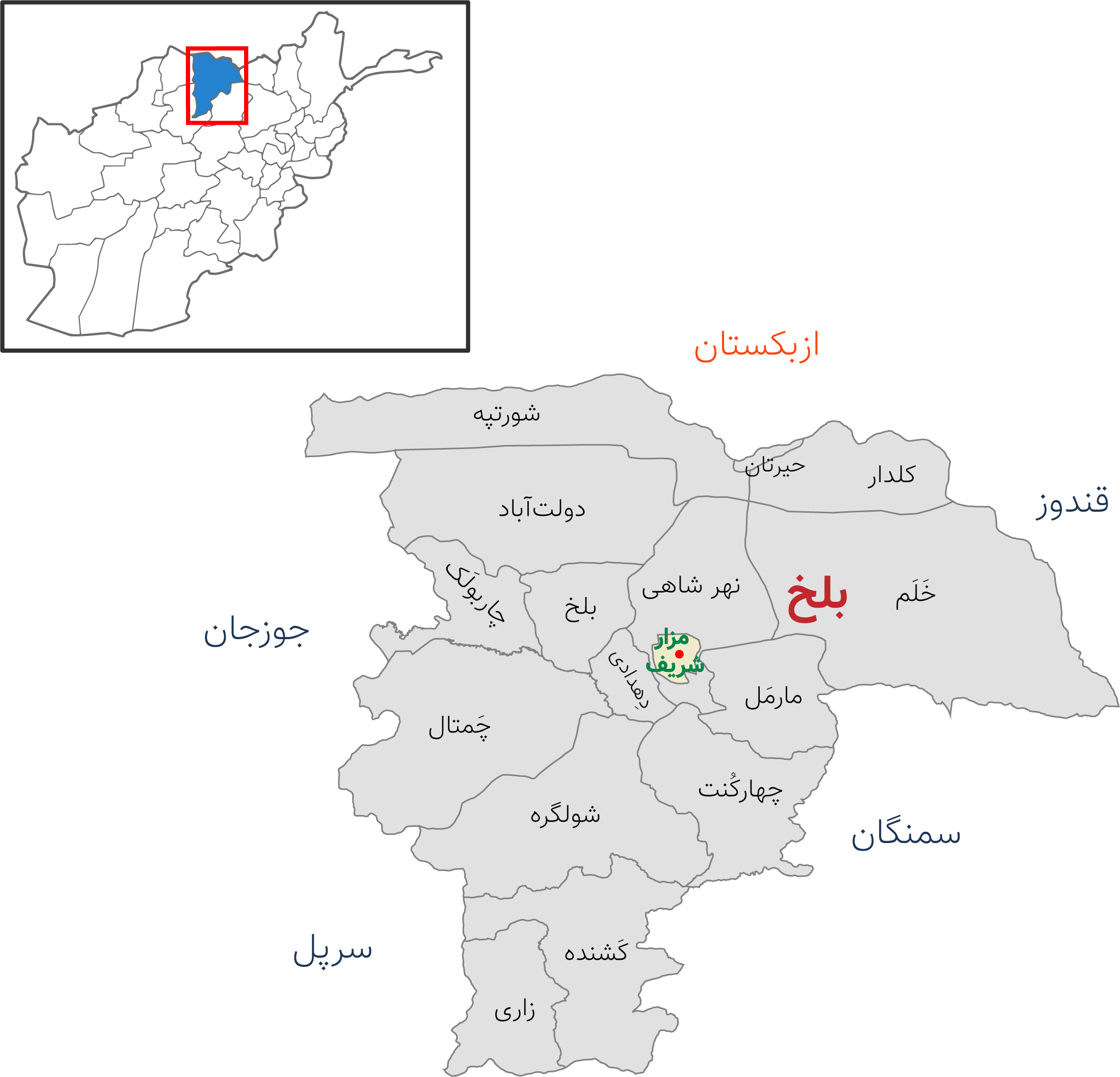
ولسوالی‌های بلخ

- بلخ
- چارپولَک
- چارکُنت
- چَمتال
- خَلَم
- دولت‌آباد
- دِهدادی
- زاری
- شورتپه
- شولگره
- کَشنده
- کُلدار
- مارمَل
- مزار شریف
- نهر شاهی

## ولایت پروان

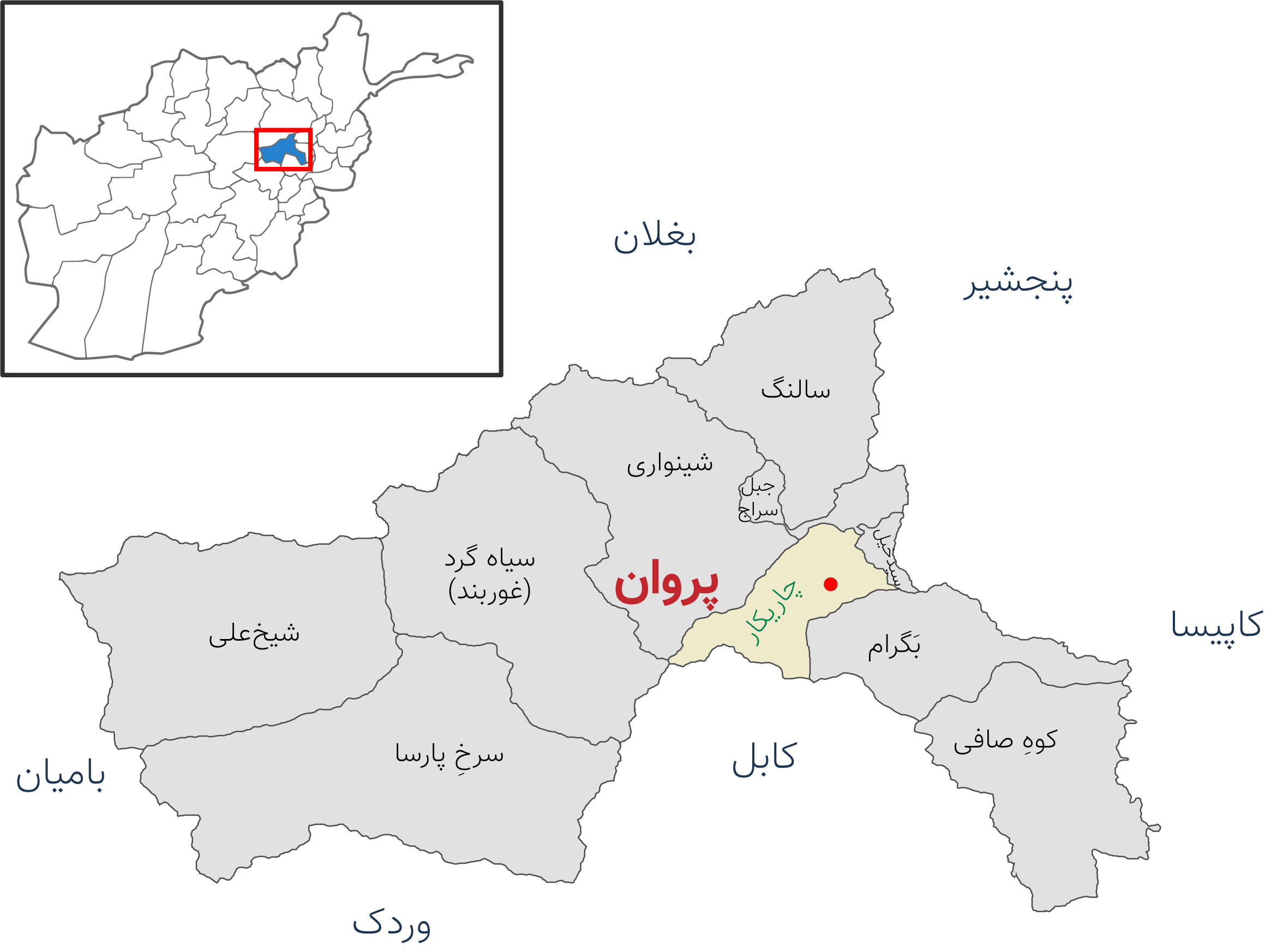
ولسوالی‌های پروان

- بَگرام
- جبل‌سراج
- چاریکار
- سالَنگ
- سرخِ پارسا
- سیدخیل
- شیخ‌علی
- شینواری
- غوربند
- کوهِ صافی

## ولایت پکتیا

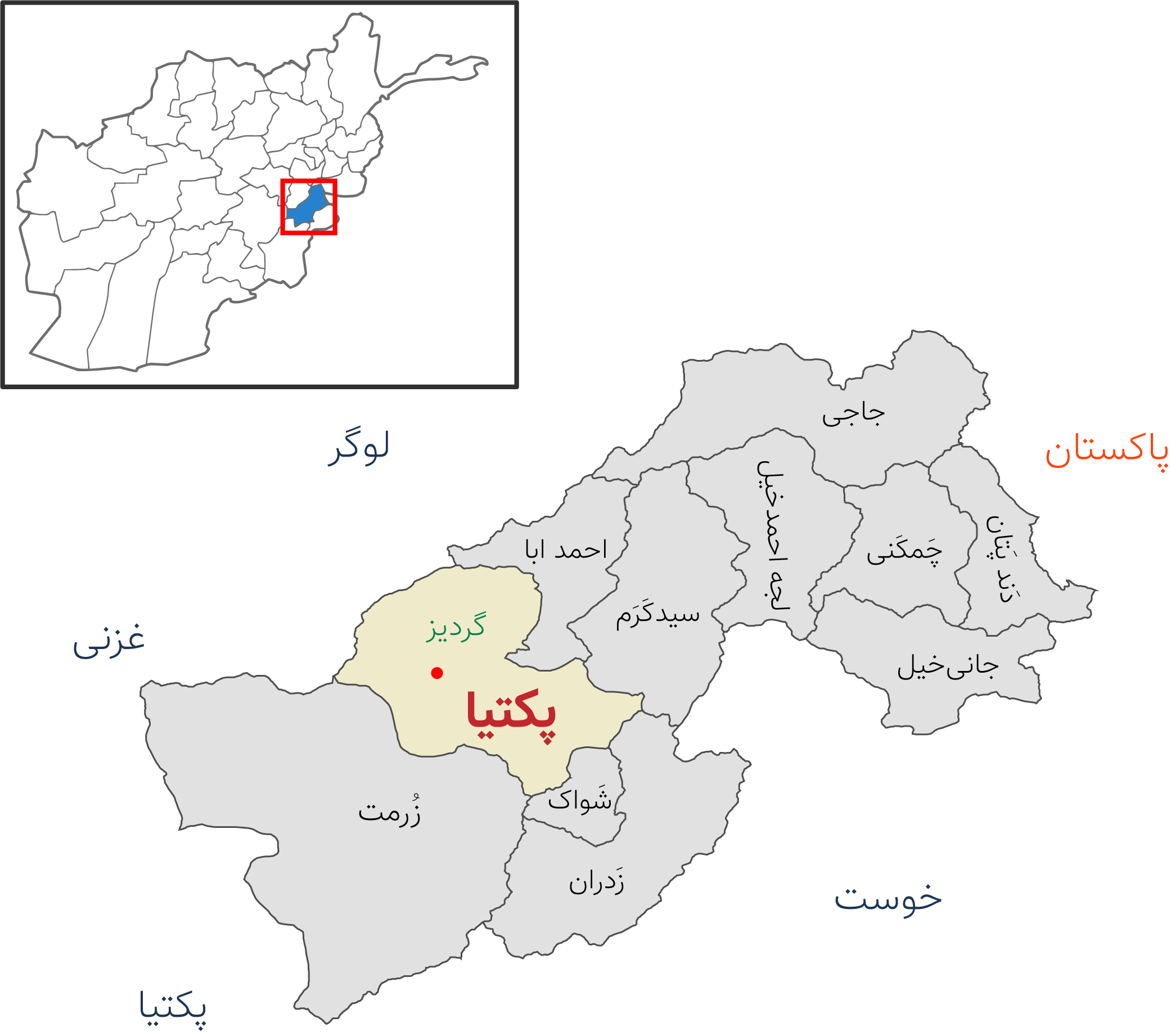
ولسوالی‌های پکتیا

- احمدآباد
- جاجی
- جانی‌خیل
- چاوک
- چَمکَنی
- دَند پَتان
- زَدران (پشتو: ځدران)
- زُرمت
- سیدکَرَم
- شَواک
- علی‌خیل
- گرده ثیری
- گردیز
- لجه احمدخیل
- لجه منگل
- میرزکه

## ولایت پکتیکا

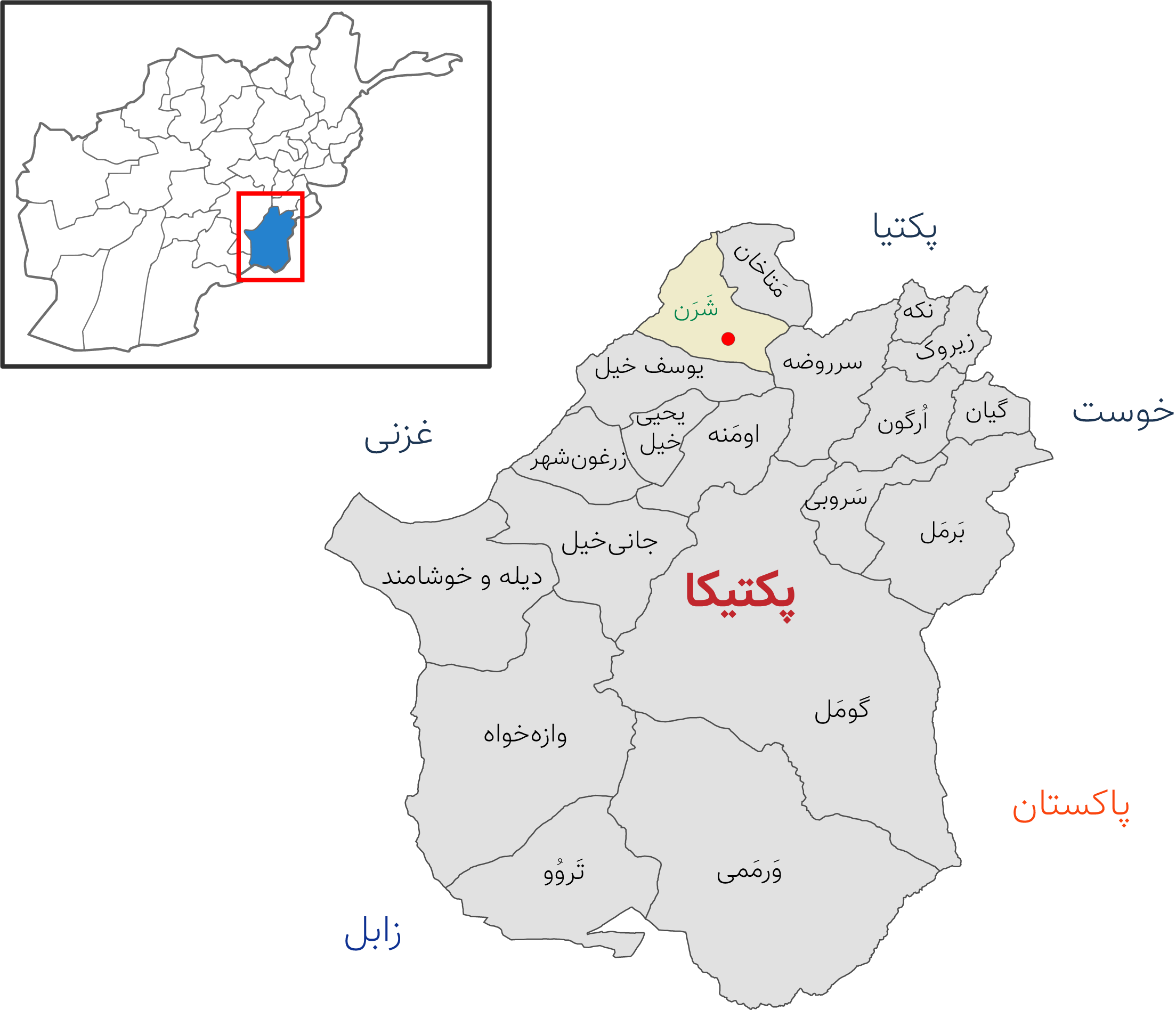
ولسوالی‌های پکتیکا

| - اُرگون - اومَنه - بَرمَل - تَروُو - جانی‌خیل - دیله و خوشامند - زرغون‌شهر - زیروک - سرروضه - سَروبی | - شَرَنه - گومَل - گیان - مَتاخان - نکه - وازه‌خواه - وَرمَمی - یحیی‌خیل - یوسف خیل |  |

## ولایت پنجشیر

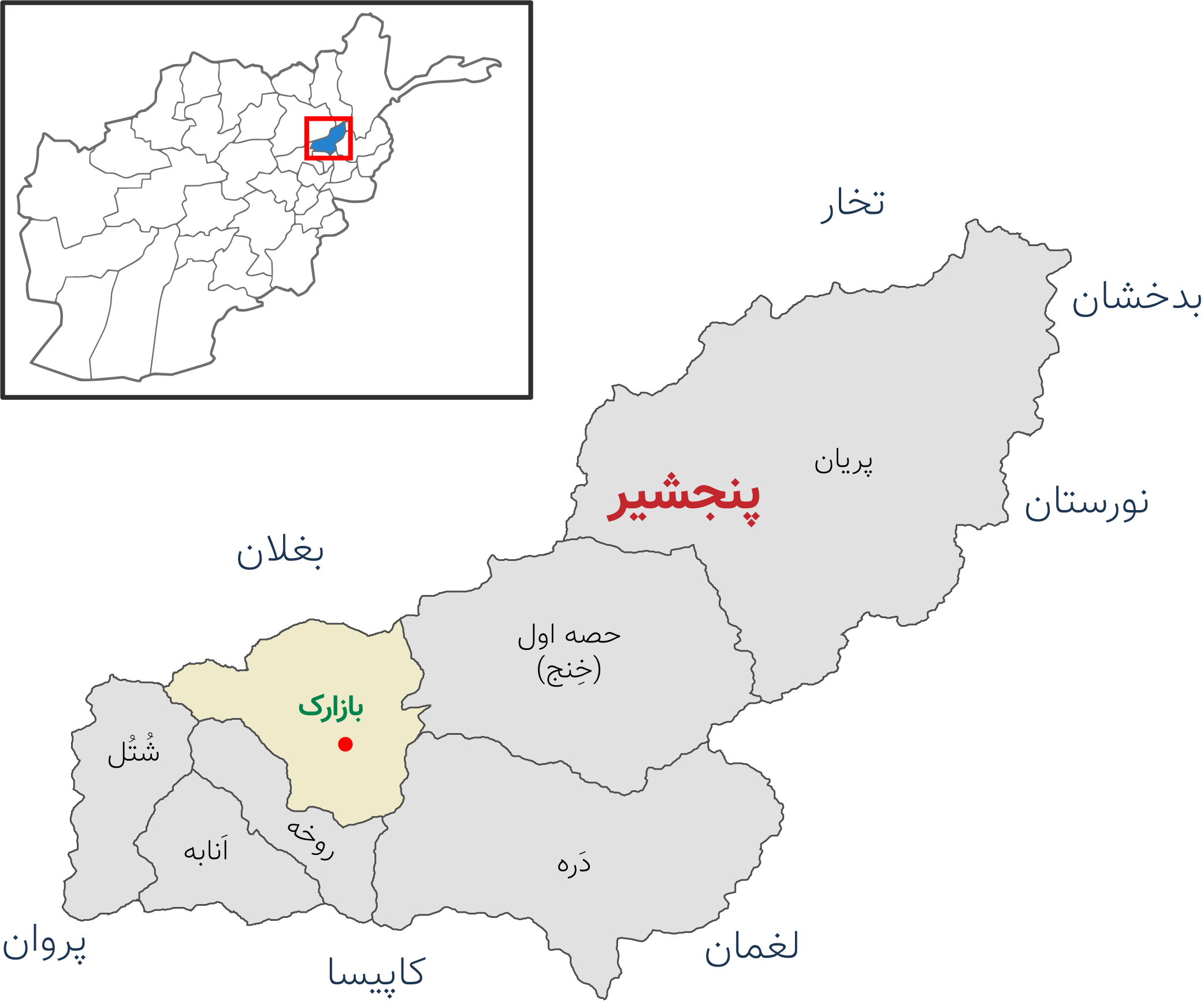
ولسوالی‌های پنجشیر

- اَنابه
- بازارک
- پریان
- خِنج
- دَره
- روخه
- شُتُل

## ولایت تخار

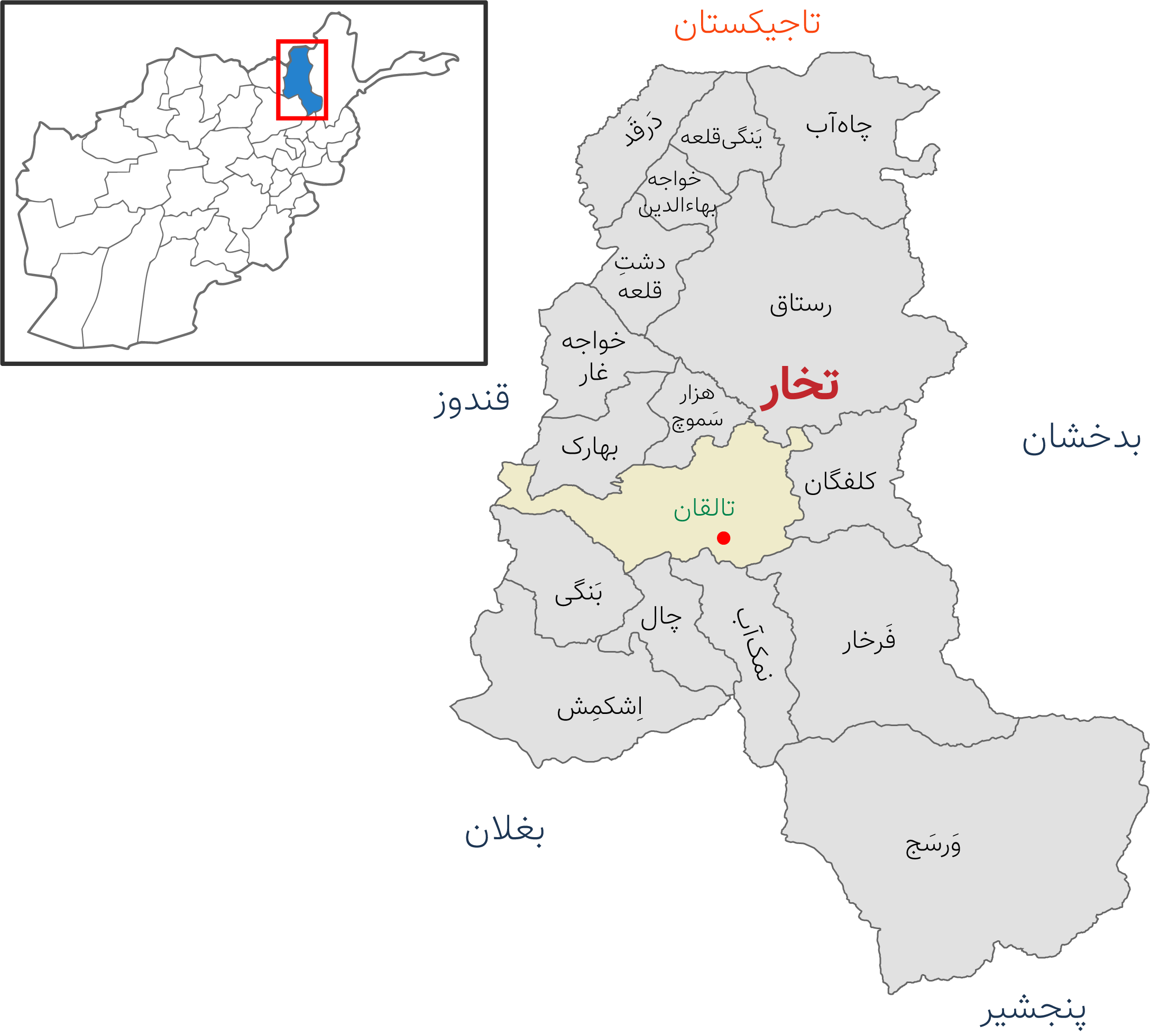
ولسوالی‌های تخار

| - اِشکمِش - بَنگی - بهارک - تالقان - چال - چاه‌آب - خواجه بهاءالدین - خواجه غار - دَرقَد | - دشتِ قلعه - روستاق - فَرخار - کلفگان - نمک‌آب - وَرسَج - هزارسَموچ - یَنگی‌قلعه |  |

## ولایت جوزجان

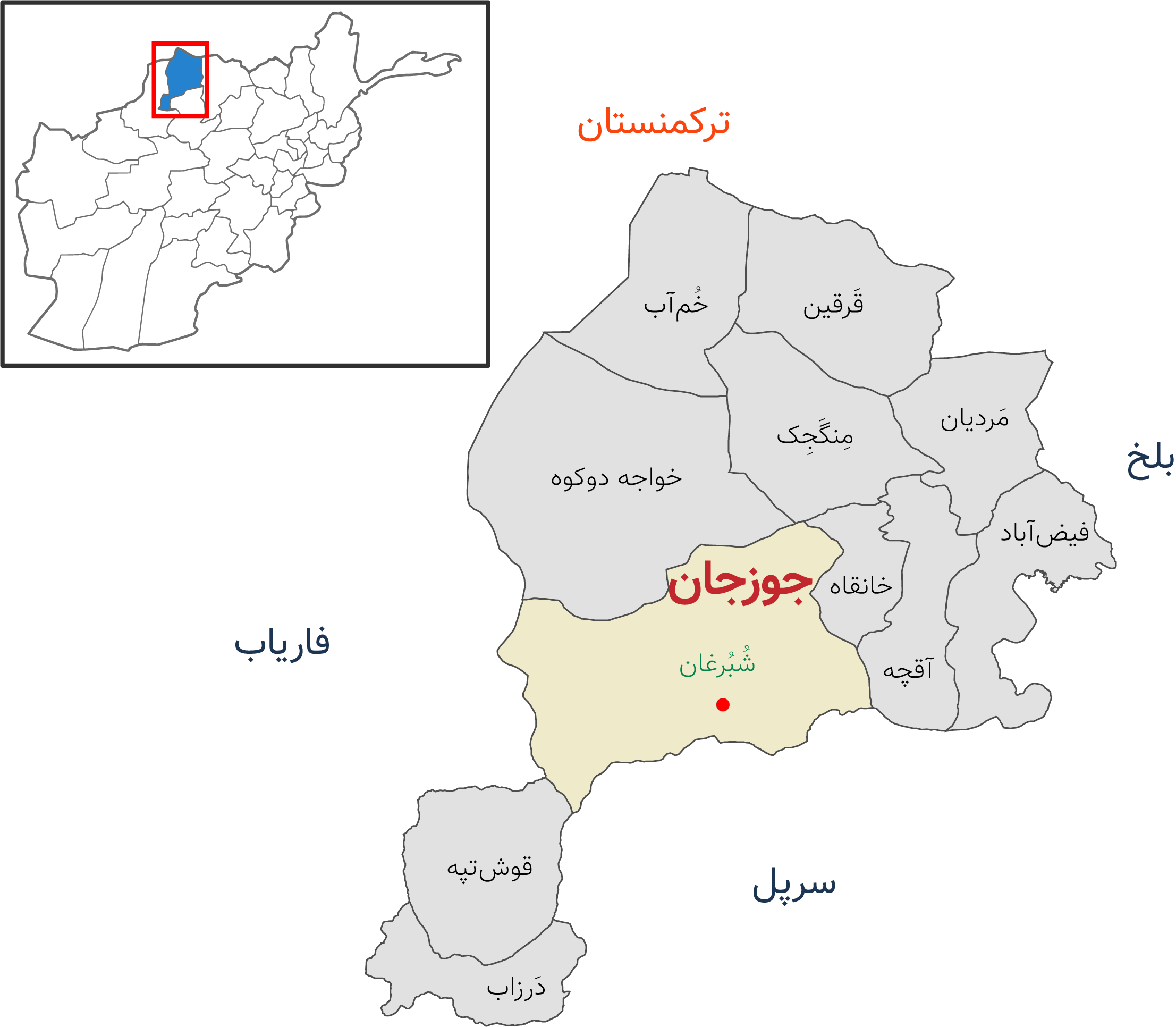
ولسوالی‌های جوزجان

- آقچه
- خانقاه
- خُم‌آب
- خواجه دوکوه
- دَرزاب
- شِبِرغان
- فیض‌آباد
- قَرقین
- قوش‌تپه
- مَردیان
- مِنگَجِک

## ولایت خوست

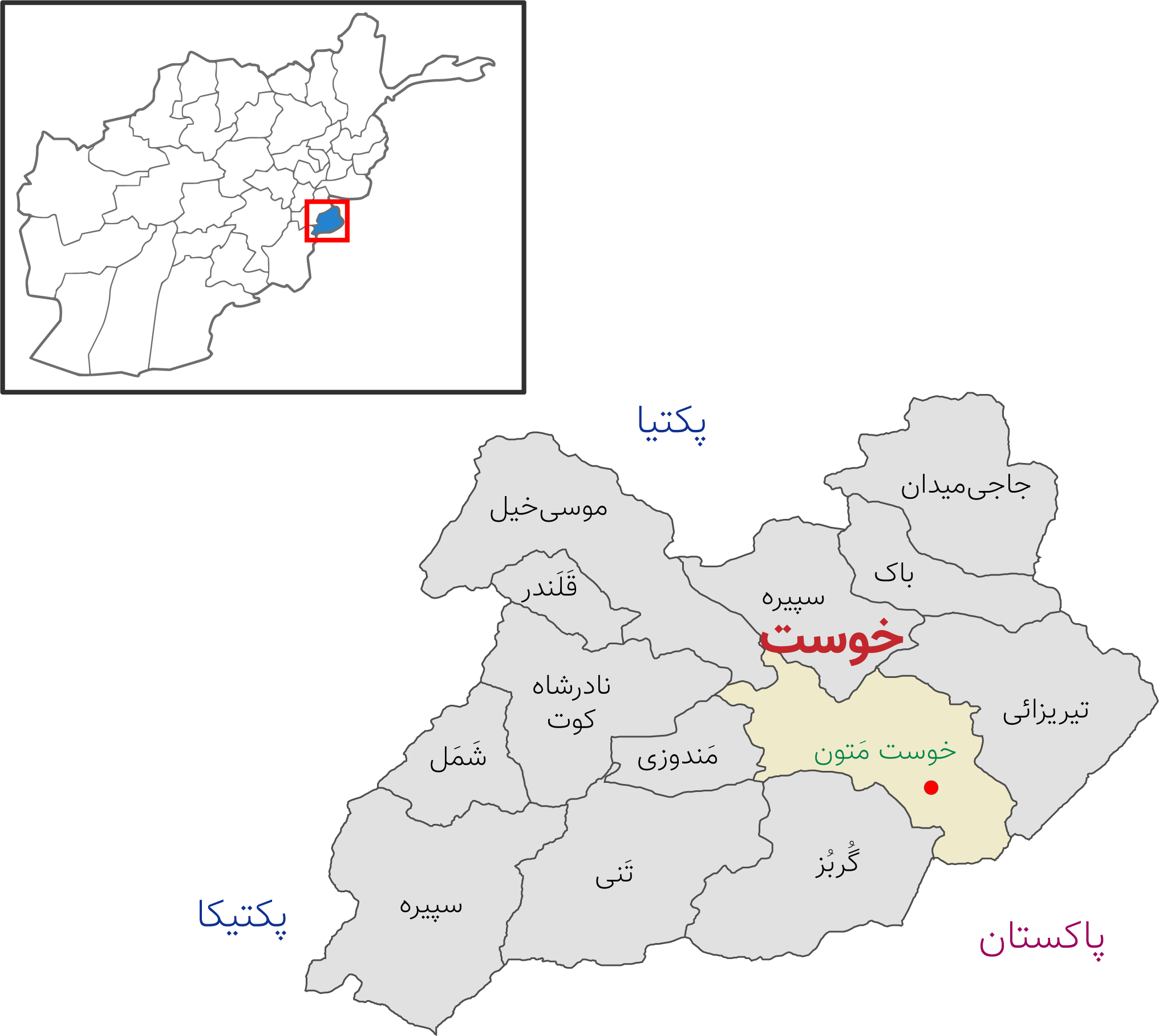
ولسوالی‌های خوست

- باک
- تَنی
- تیریزائی
- جاجی‌میدان
- خوست مَتون
- سپیره
- شَمَل
- صَبری (یعقوبی)
- قَلَندر
- گُربُز
- مَندوزی
- موسی‌خیل
- نادرشاه‌کوت

## ولایت دایکُندی

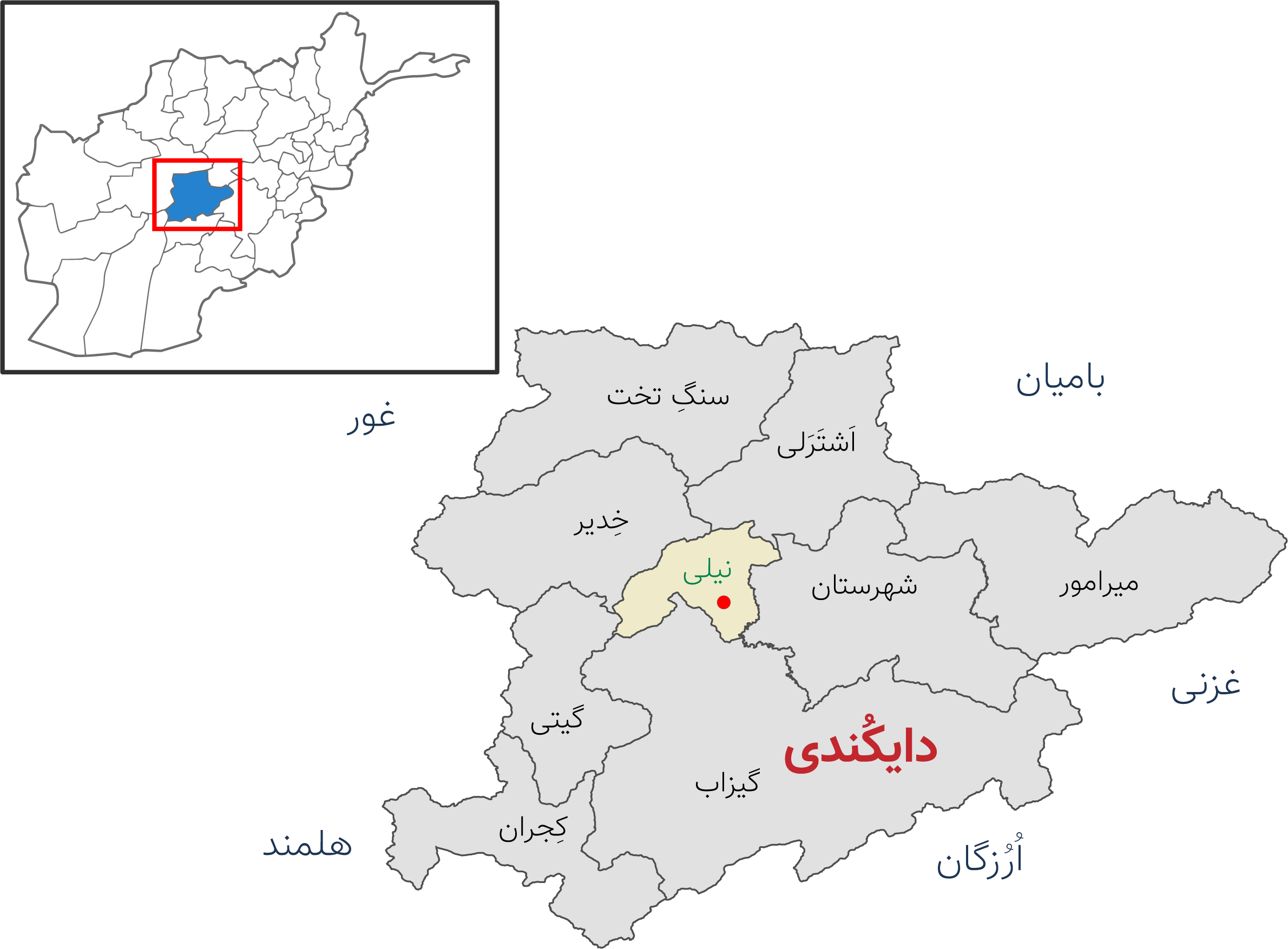
ولسوالی‌های دایکُندی

- اَشتَرَلی
- پاتو
- خِدیر
- سنگِ تخت
- شهرستان
- کِجران
- کیتی
- میرامور
- نیلی
- ولسوالی گیزاب

## ولایت زابل

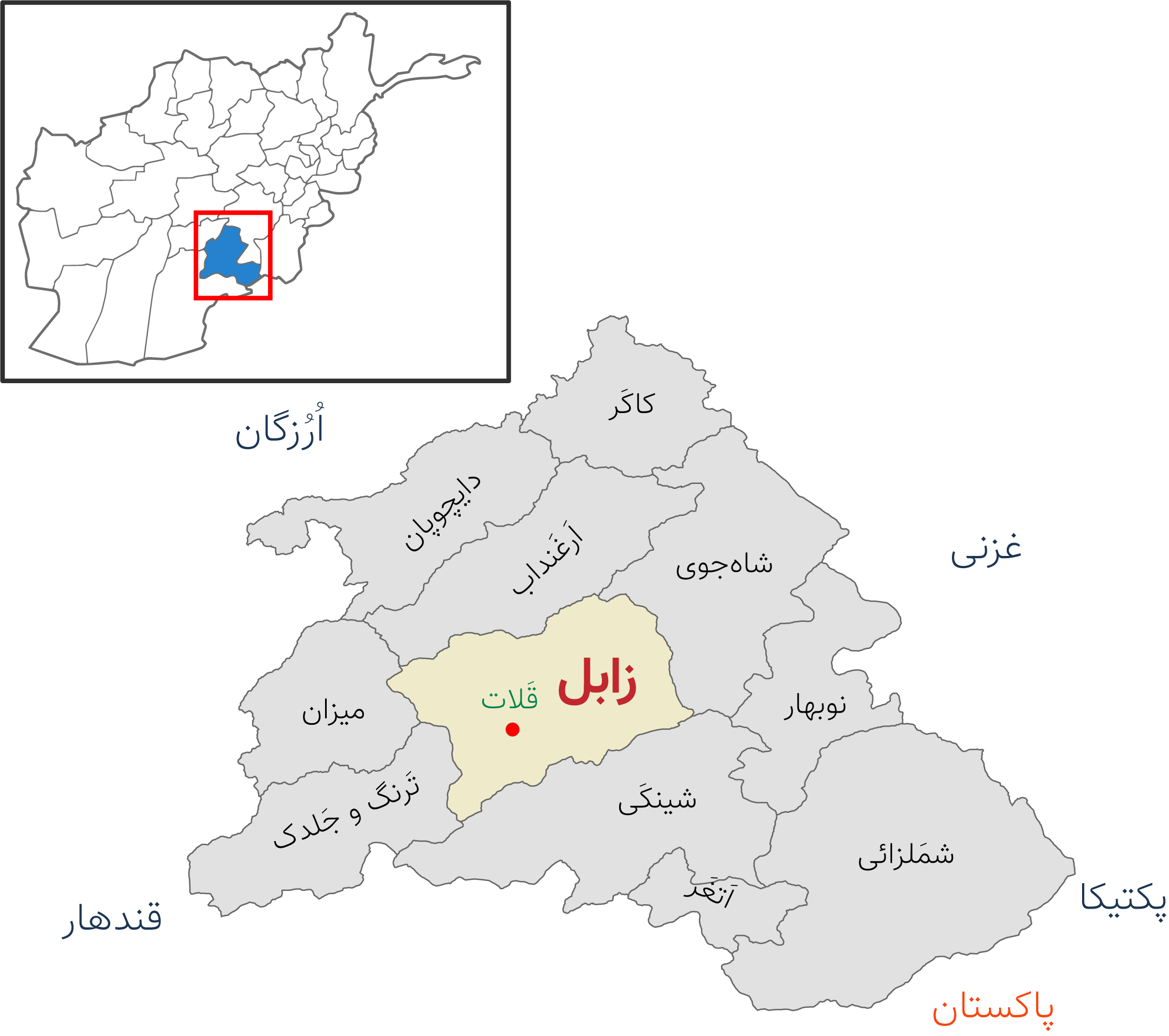
ولسوالی‌های زابل

- اَتغَر
- اَرغَنداب
- تَرنگ و جَلدک
- دای چوپان
- شاه‌جوی
- شمَلزائی
- شینکَی
- قَلات
- کاکَر
- میزان
- نوبهار

## ولایت سرِپُل

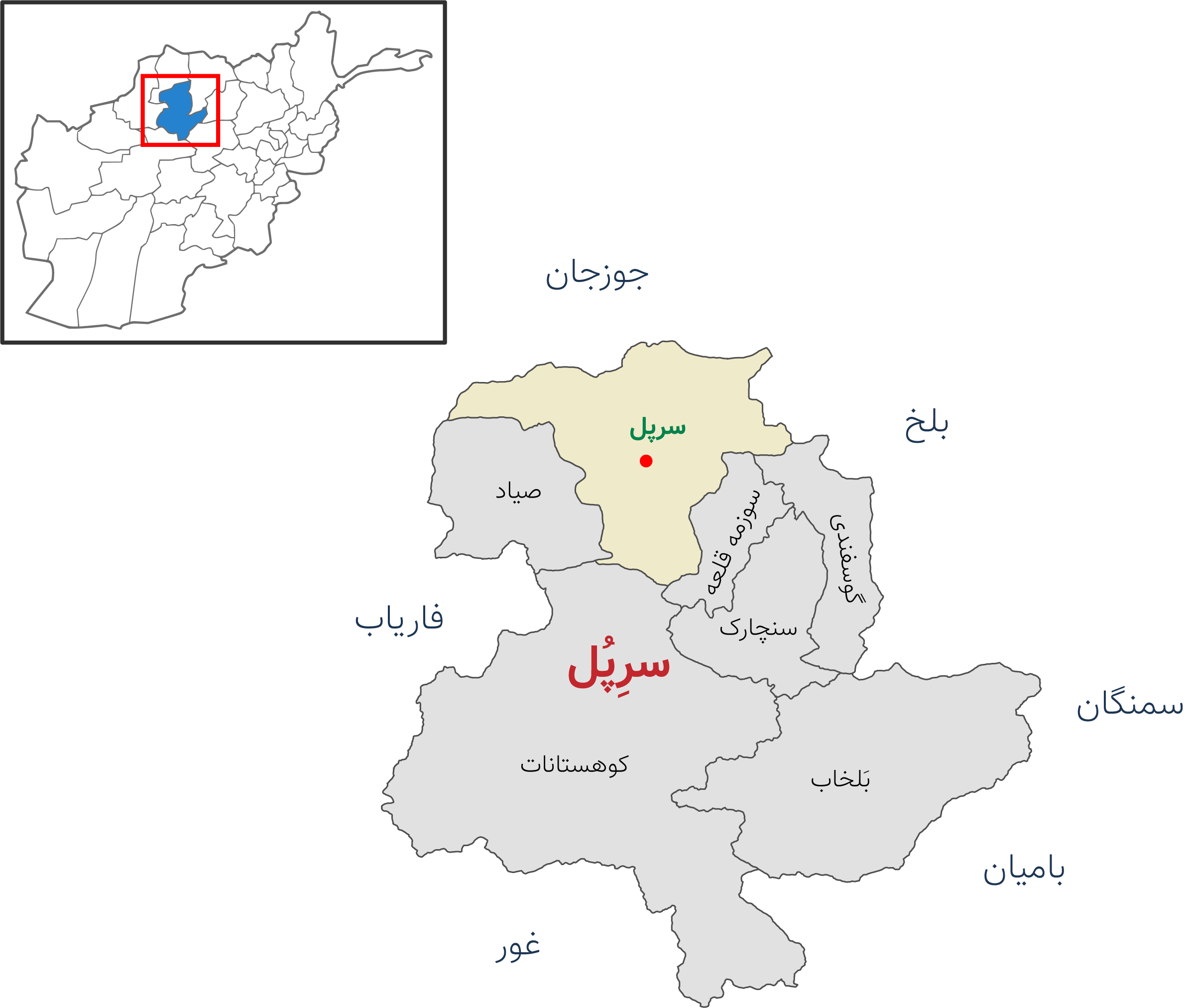
ولسوالی‌های سرِ پُل

- بلخاب
- سرِپُل
- سانچارک
- سوزمه قلعه
- صیاد
- کوهستانات
- گوسفندی

## ولایت سمنگان

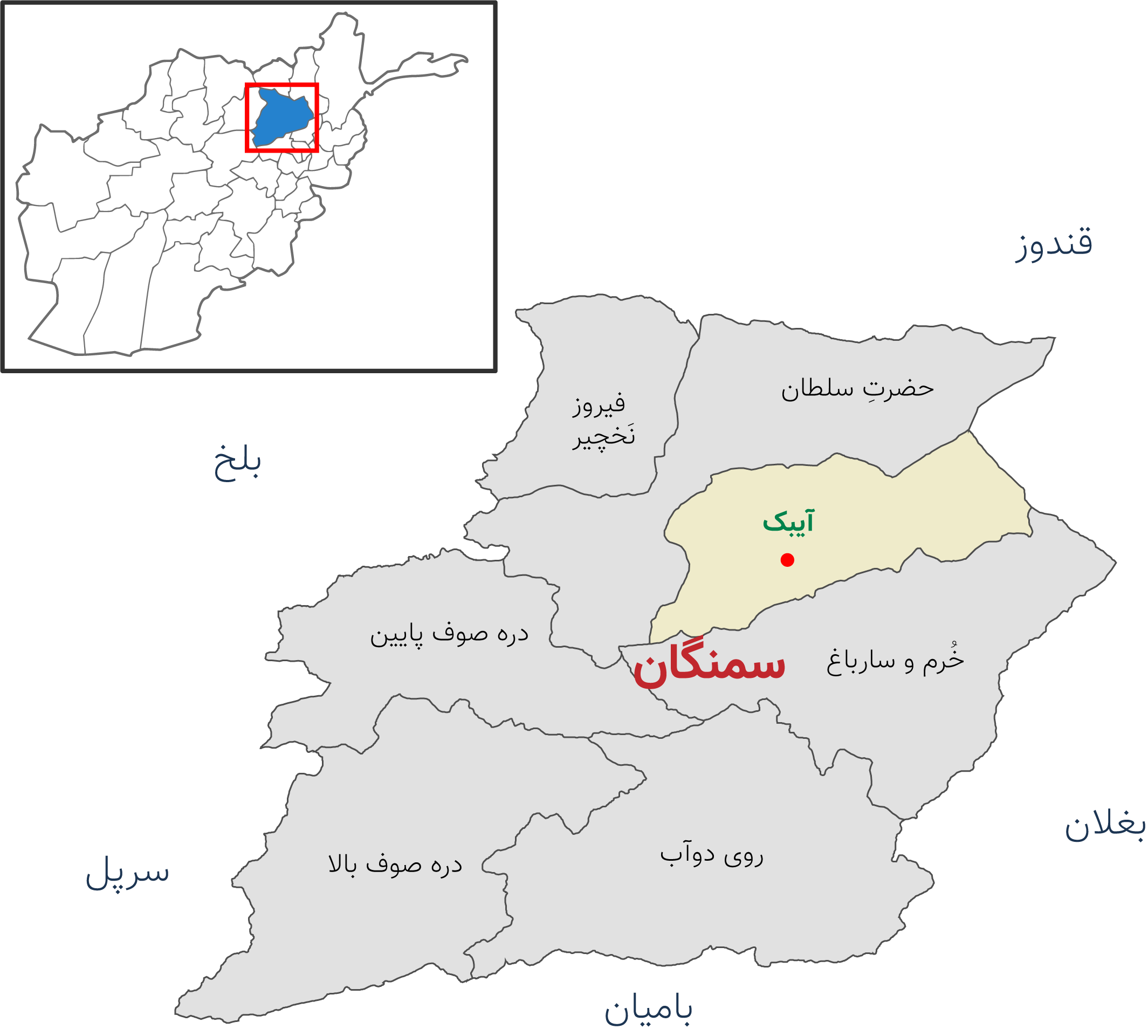
ولسوالی‌های سمنگان

- آیبک
- حضرتِ سلطان
- خُرم و سارباغ
- دره صوف بالا
- دره صوف پایین
- روی دوآب
- فیروزنَخچیر

## ولایت غزنی

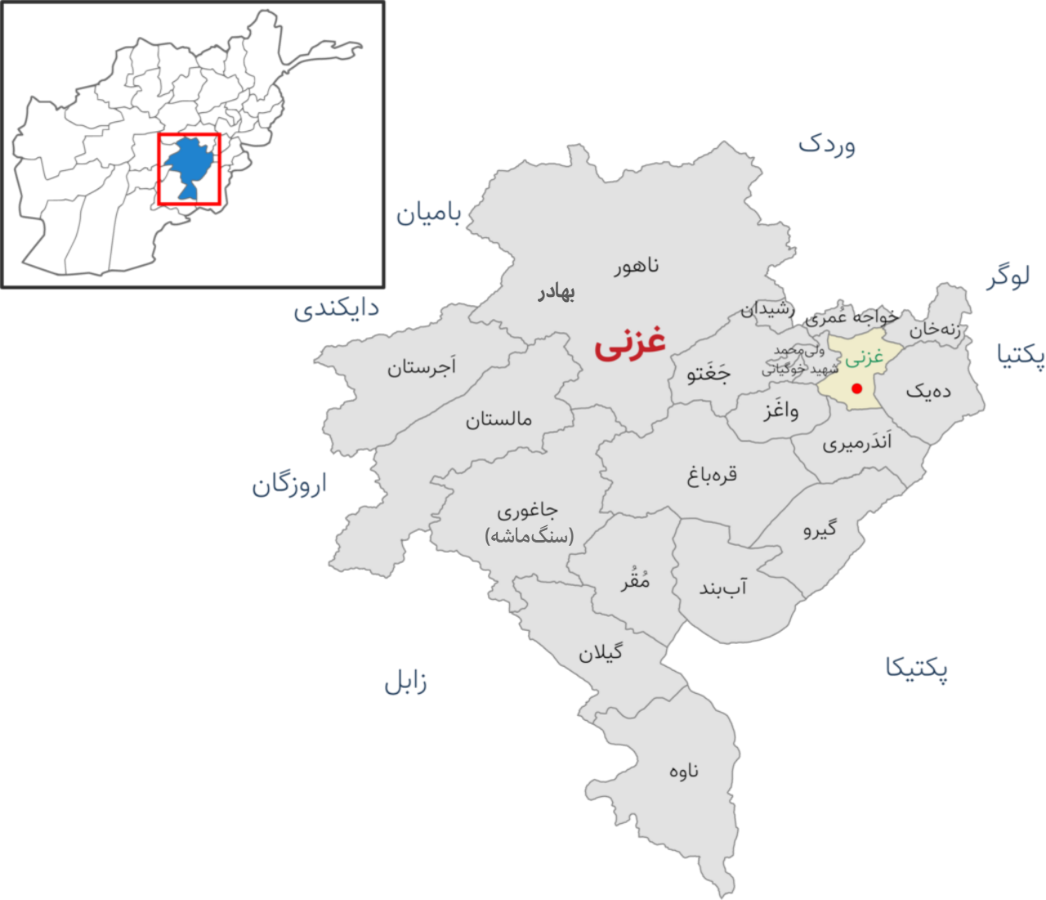
ولسوالی‌های غزنی

| - آب‌بند - اَجرستان - اَندَر - جاغوری - خواجه‌عُمری - ده‌یک - رشیدان - زنه‌خان - غزنی | - جَغَتو - قره‌باغ - گیرو - گیلان - مالستان - مُقُر - ناوَر - ناوه - واغَز - خوگیانی |  |

## ولایت غور
- پسابند
- مرغاب
- تولک
- تیوره
- دولت‌یار
- دولینه
- چارسده
- چَغچَران
- ساغر
- شهرک
- لعل سرجنگل

## ولایت فاریاب

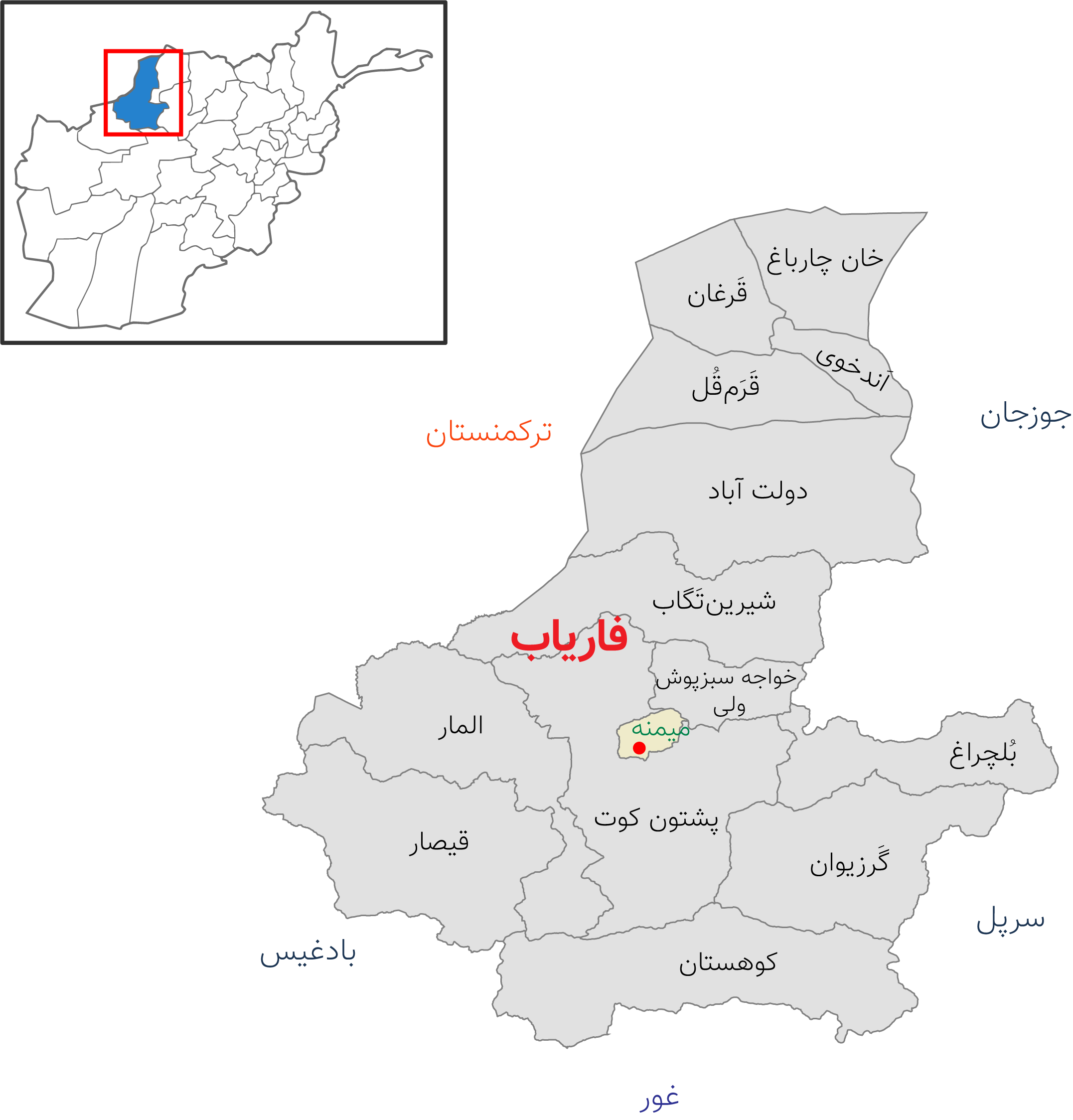
ولسوالی‌های فاریاب

| - اَلمار - اَندخوی - بُلچراغ - پشتون‌کوت - خان چارباغ - دولت‌آباد - خواجه سبزپوش ولی | - شیرین‌تَگاب - قَرغان - قَرَم‌قُل - قیصار - کوهستان - گَرزیوان - میمنه |  |

## ولایت فَراه

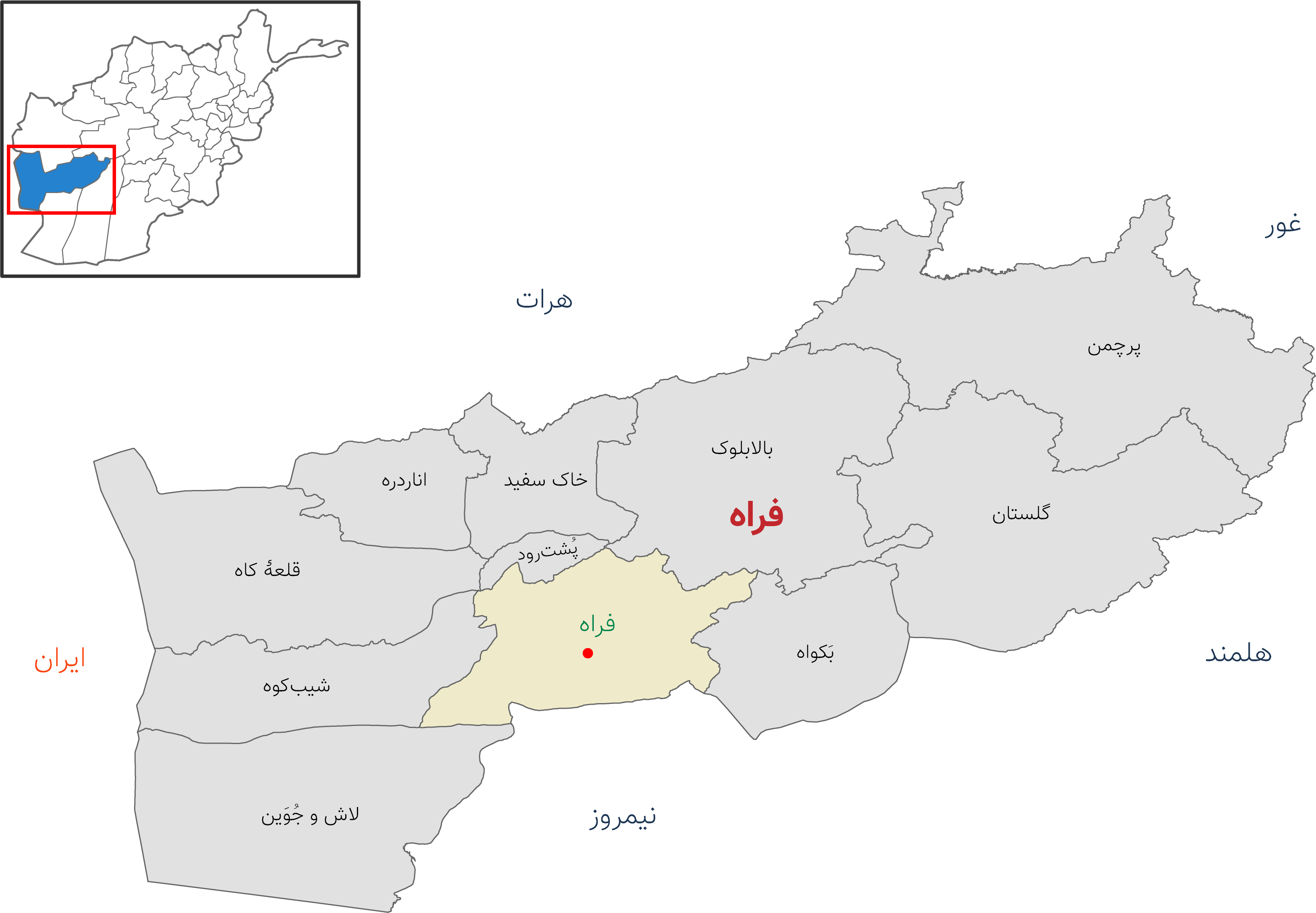
ولسوالی‌های فَراه

- اناردره
- بالابلوک
- بَکواه
- پرچمن
- پُشت‌رود
- خاک سفید
- شیب‌کوه
- فراه
- قلعهٔ کاه
- گلستان
- لاش و جُوَین

## ولایت قندوز

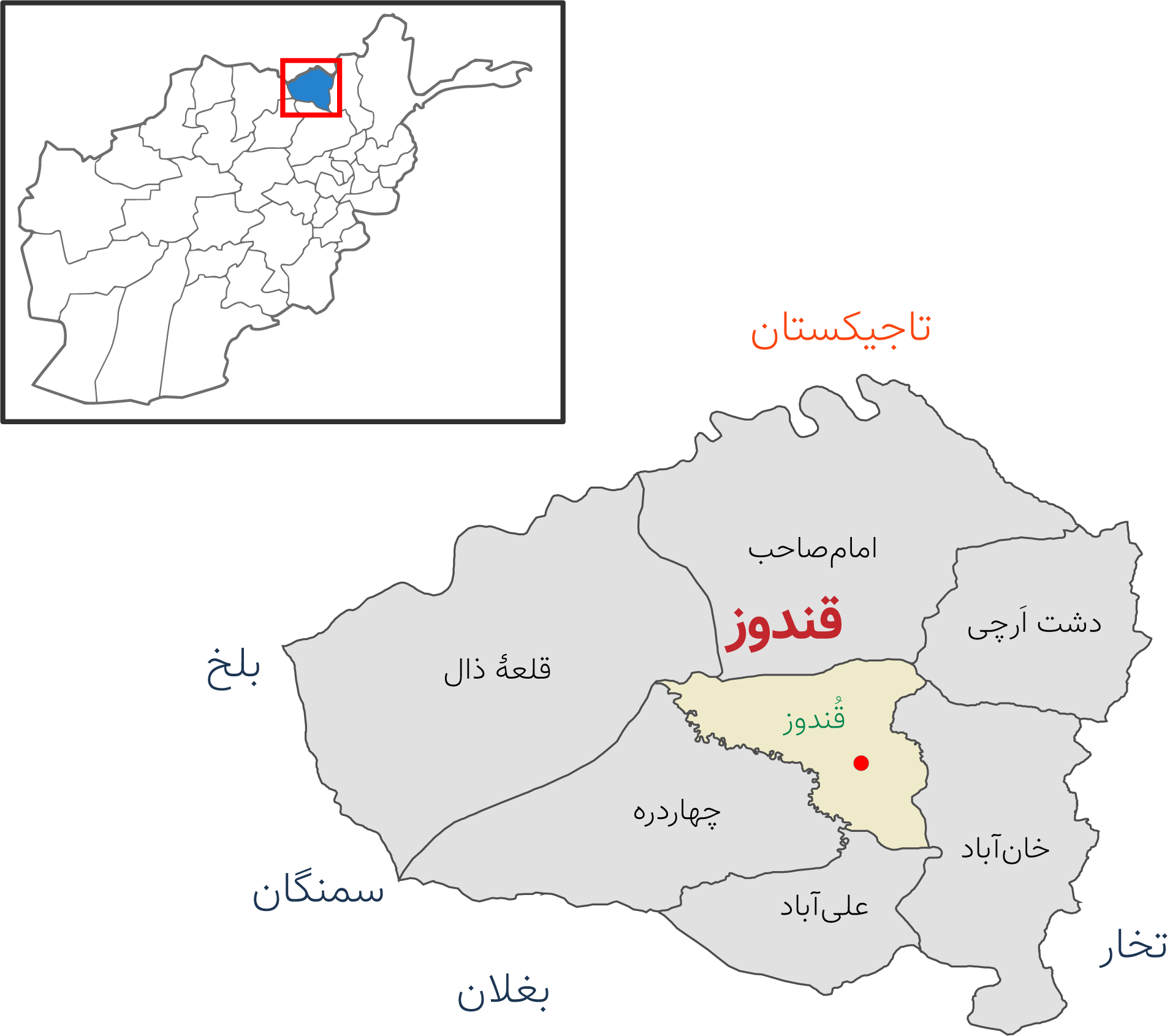
ولسوالی‌های قندوز

- امام‌صاحب
- چهاردره
- خان‌آباد
- دشت اَرچی
- علی‌آباد
- قلعهٔ‌ذال
- آقتاش
- قُندوز

## ولایت قندهار

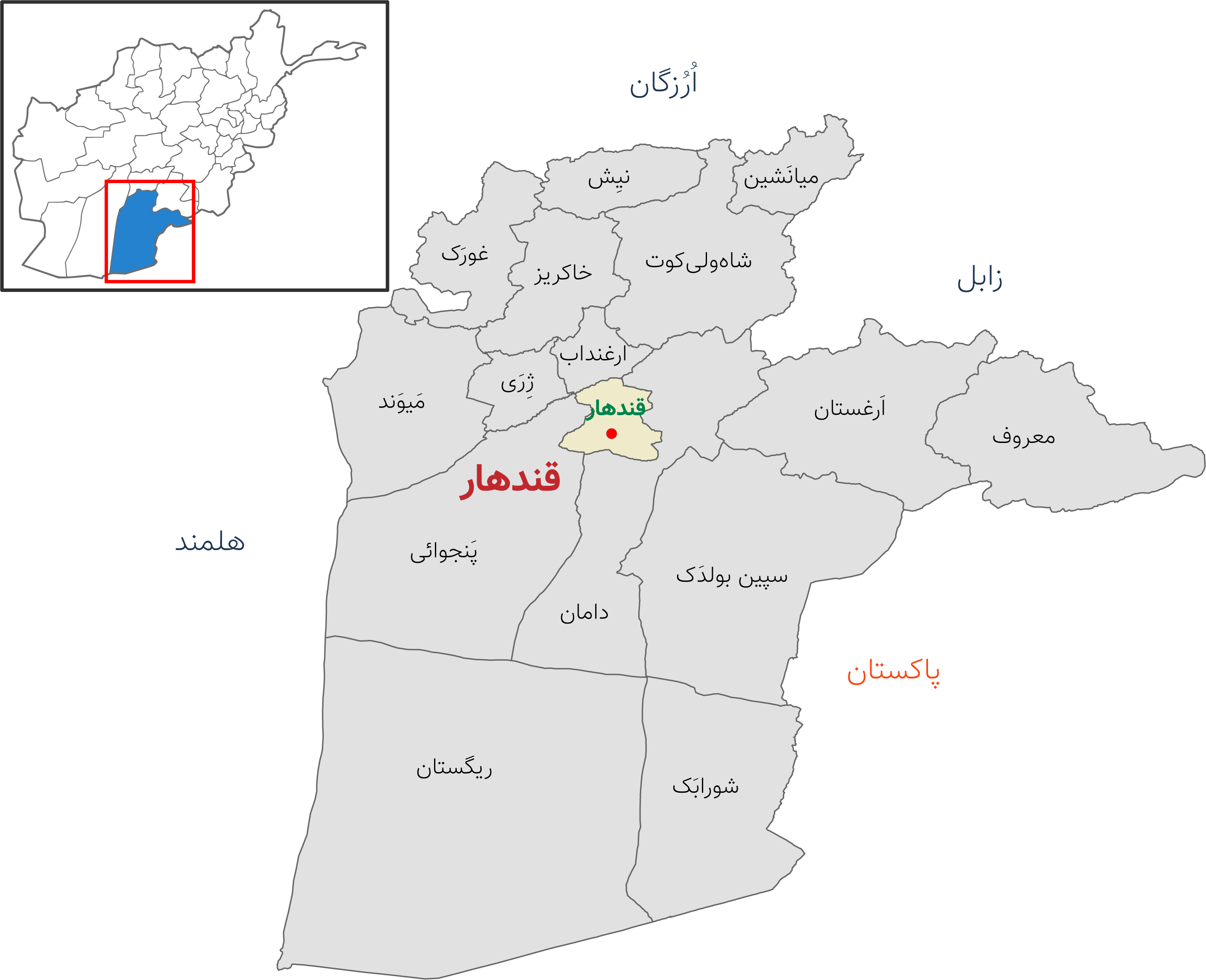
ولسوالی‌های قندهار

| - اَرغستان - ارغنداب - پَنجوائی - خاکریز - دامان - ریگستان - ژِرَی - سپین‌بولدَک | - شاه‌ولی‌کوت - شورابَک - غورَک - قندهار - معروف - میانَشین - مَیوَند - نیِش |  |

## ولایت کابل

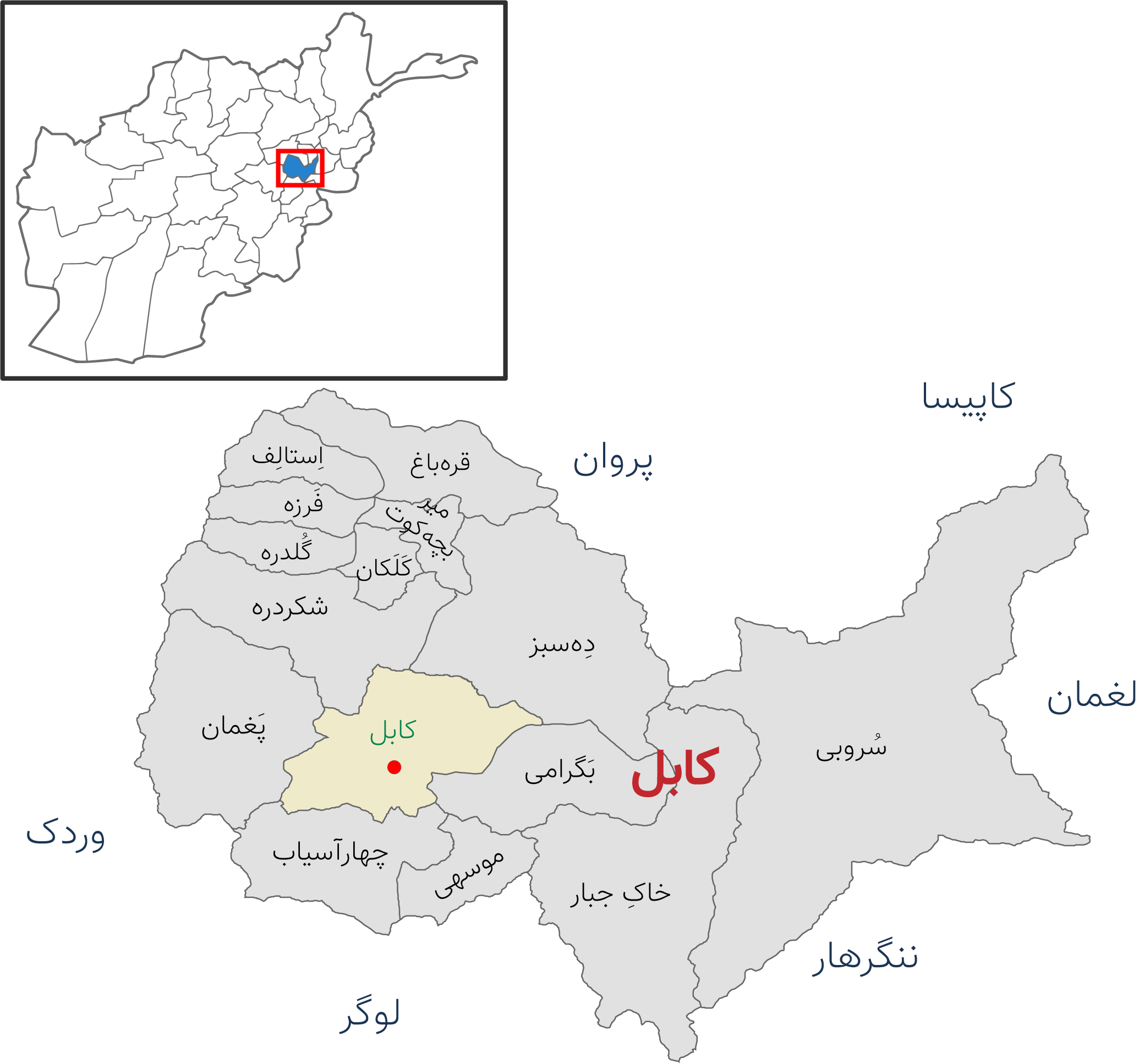
ولسوالی‌های کابل

| - اِستالِف - بَگرامی - پَغمان - چهارآسیاب - خاکِ جبار - دِه‌سبز - سُروبی - شکردره | - فَرزه - قره‌باغ - کابل - کَلَکان - گُلدره - موسهی - میربچه‌کوت |  |

## ولایت کاپیسا

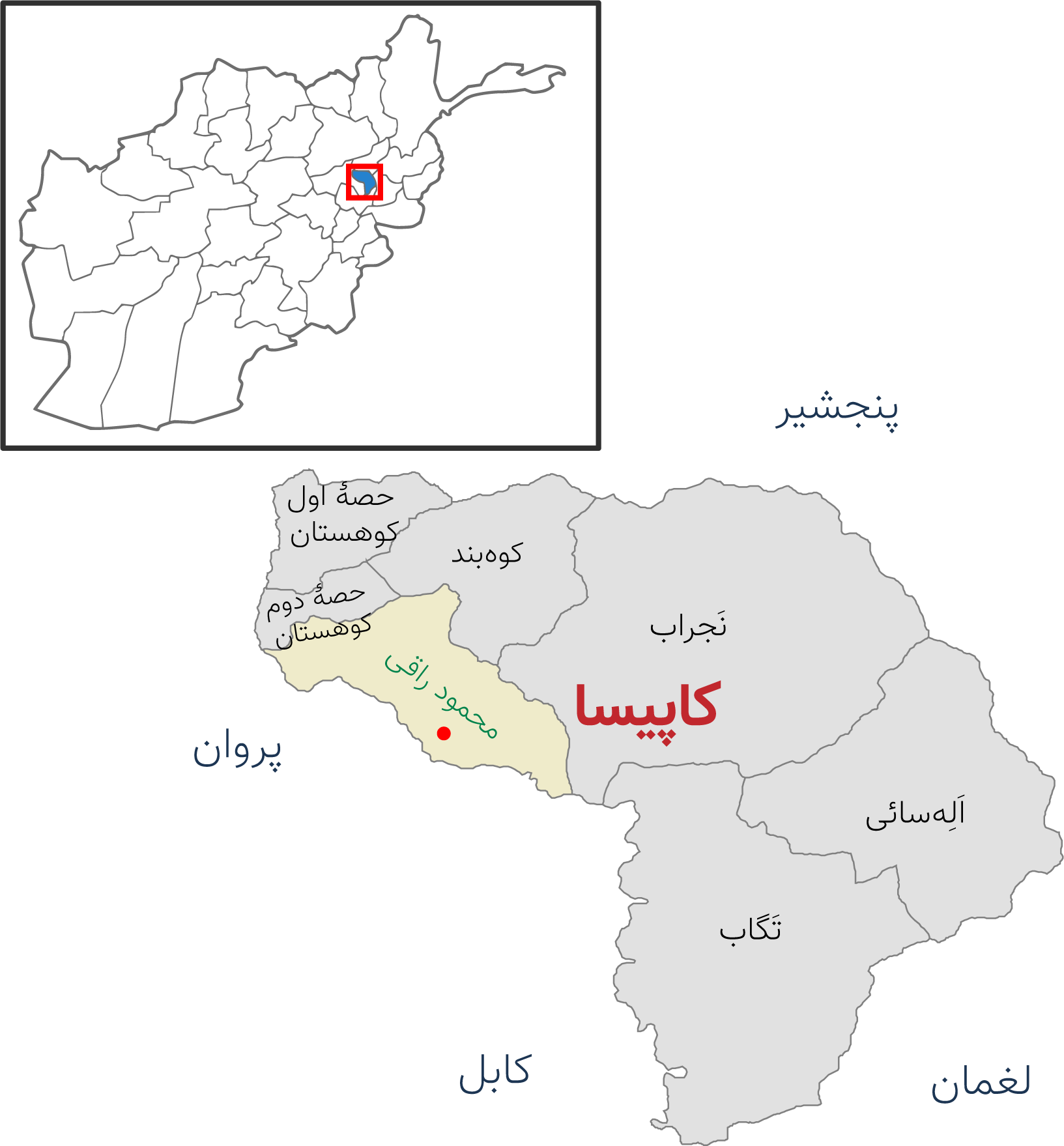
ولسوالی‌های کاپیسا

- اَلِه‌سائی
- تَگاب
- حصهٔ اول کوهستان
- حصهٔ دوم کوهستان
- کوه‌بند
- محمود راقی
- نَجراب

## ولایت کُنَر

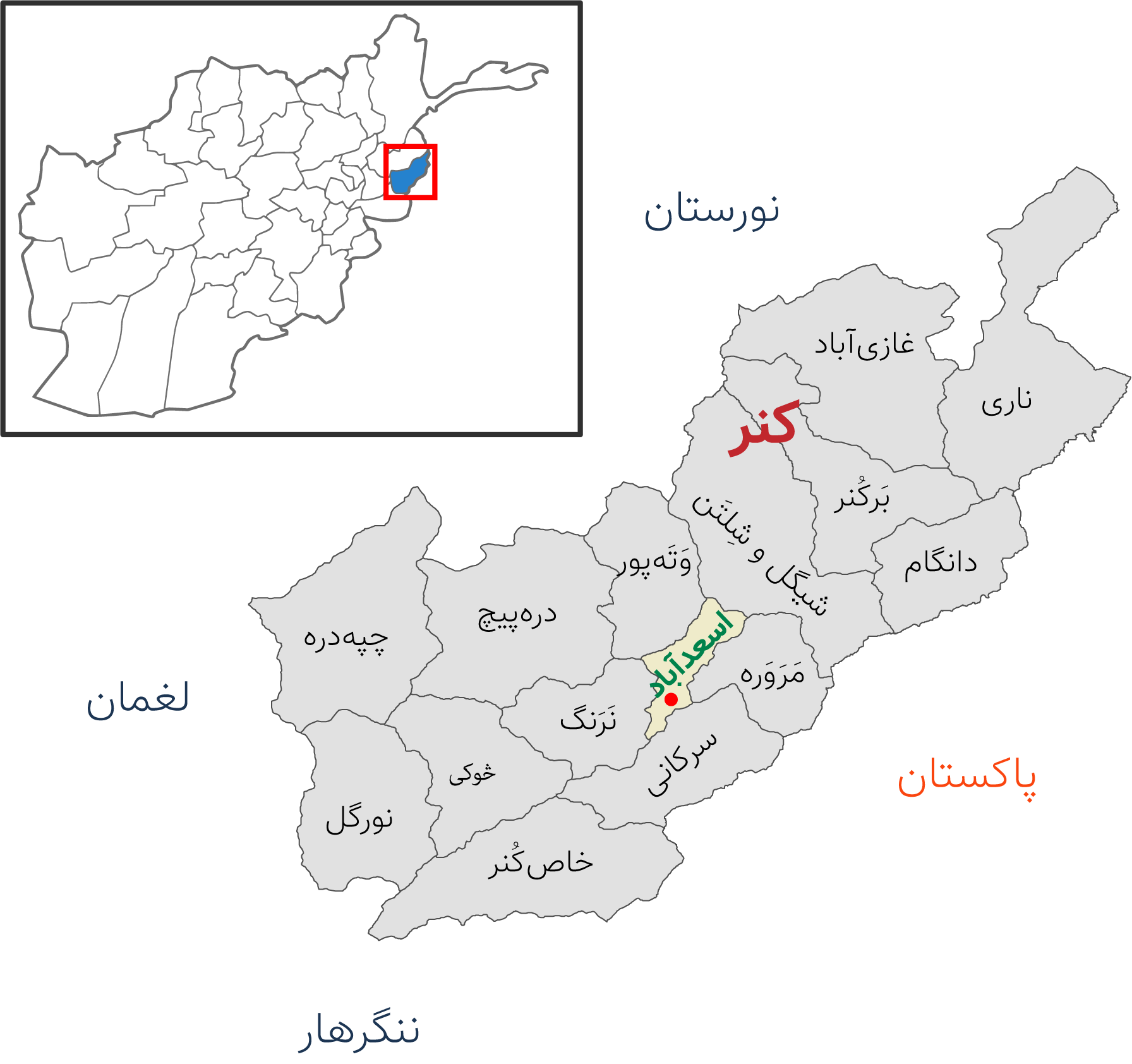
ولسوالی‌های کُنَر

| - اسدآباد - بَرکُنر - خاص‌کُنر - دانگام - دره‌پیچ - چپه‌دره - چوکی | - سرکانی - شیگل و شِلتَن - غازی‌آباد - مَرَوَره - ناری - نَرَنگ - نورگُل - وَتَه‌پور |  |

## ولایت لَغمان

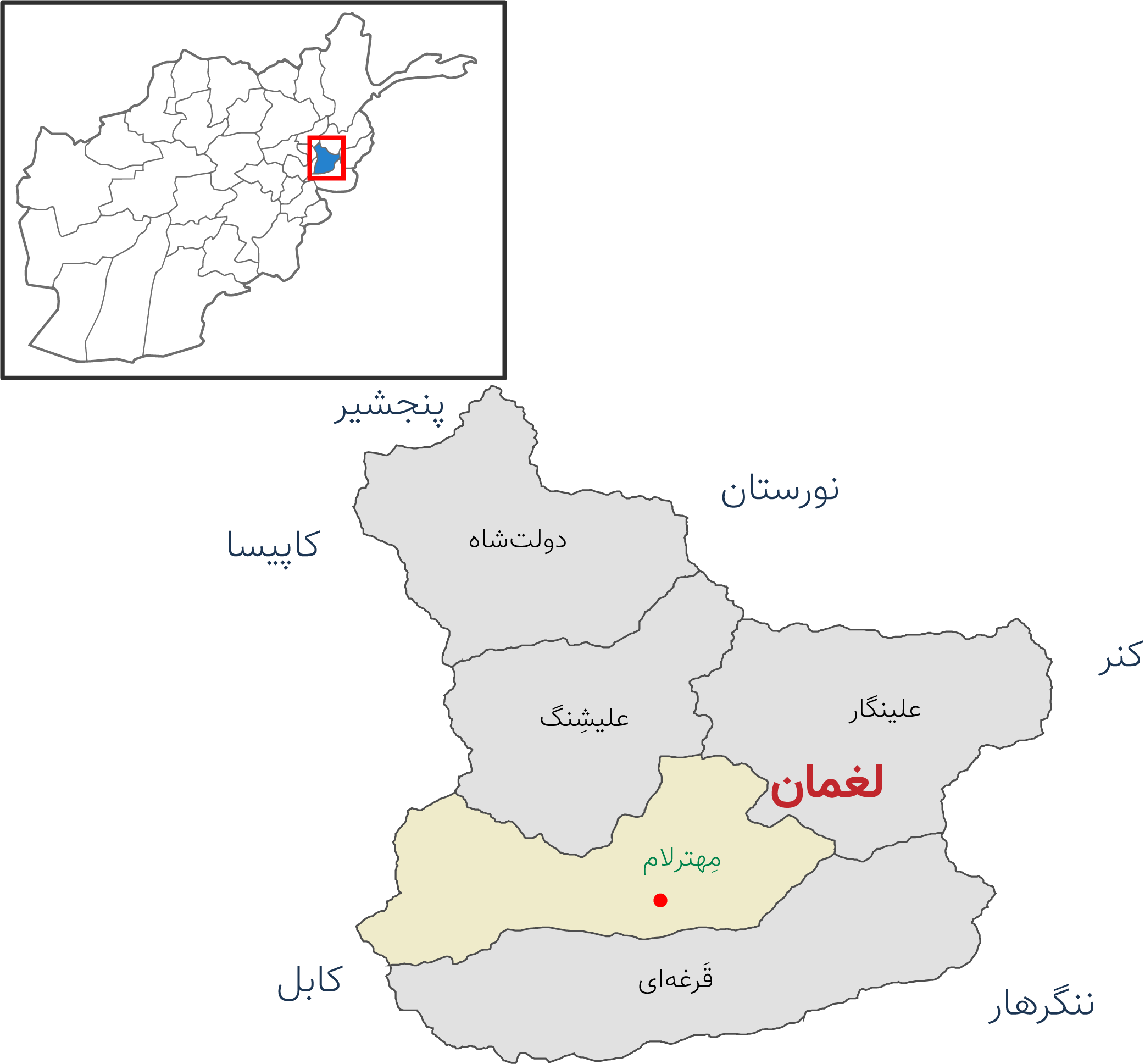
ولسوالی‌های لَغمان

- دولت‌شاه
- قَرغه‌ای
- علیشِنگ
- علینگار
- مِهترلام
- ولسوالی بادپش

## ولایت لوگر

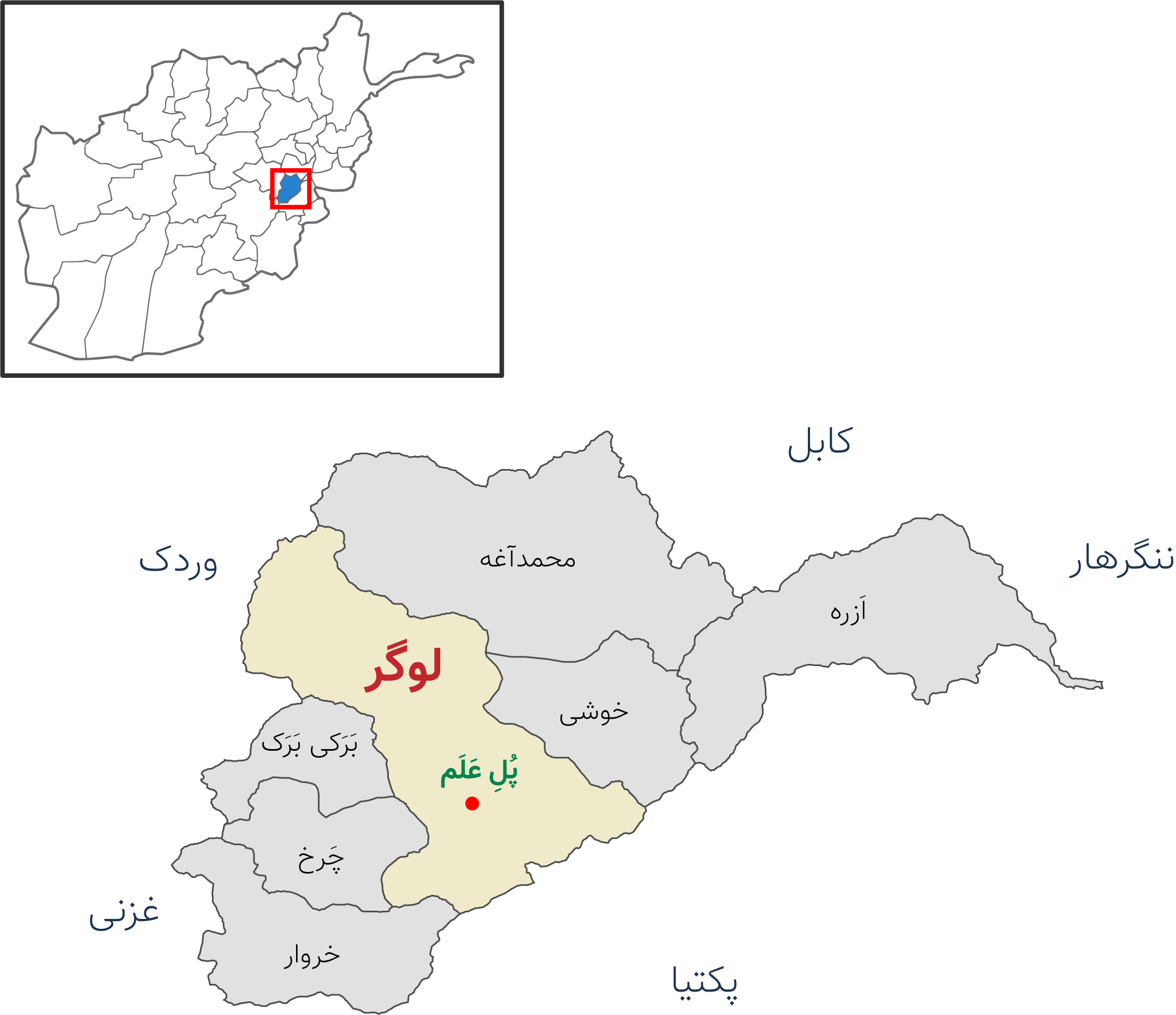
ولسوالی‌های لوگر

- اَزره
- بَرَکی بَرَک
- پُلِ عَلَم
- چَرخ
- خروار
- خوشی
- محمدآغه

## ولایت میدان وردک

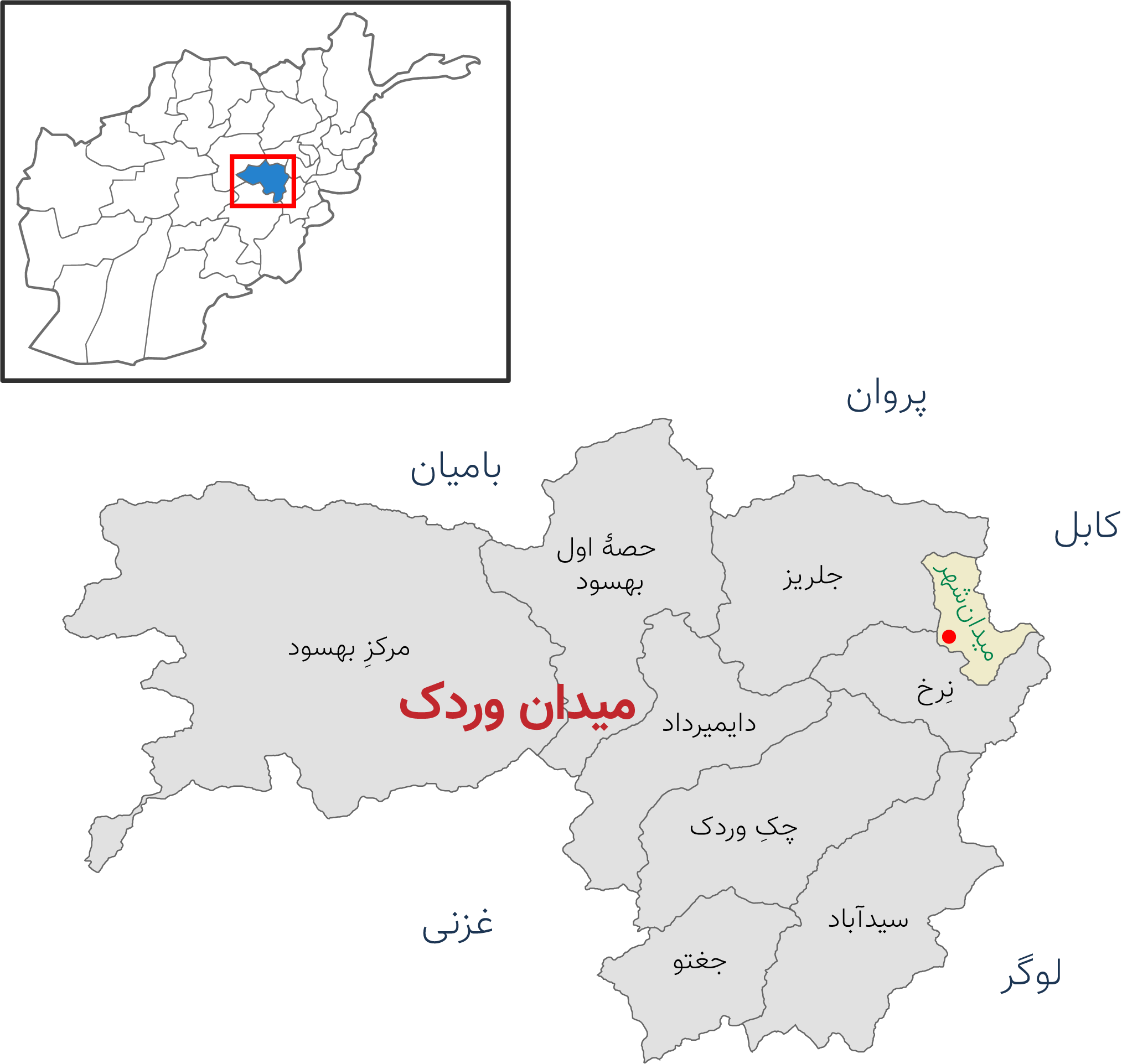
ولسوالی‌های وردک

- جلریز
- جغتو
- چکِ وردک
- حصهٔ اول بهسود
- دایمیرداد
- سیدآباد
- مرکزِ بهسود
- نِرخ

## ولایت ننگرهار

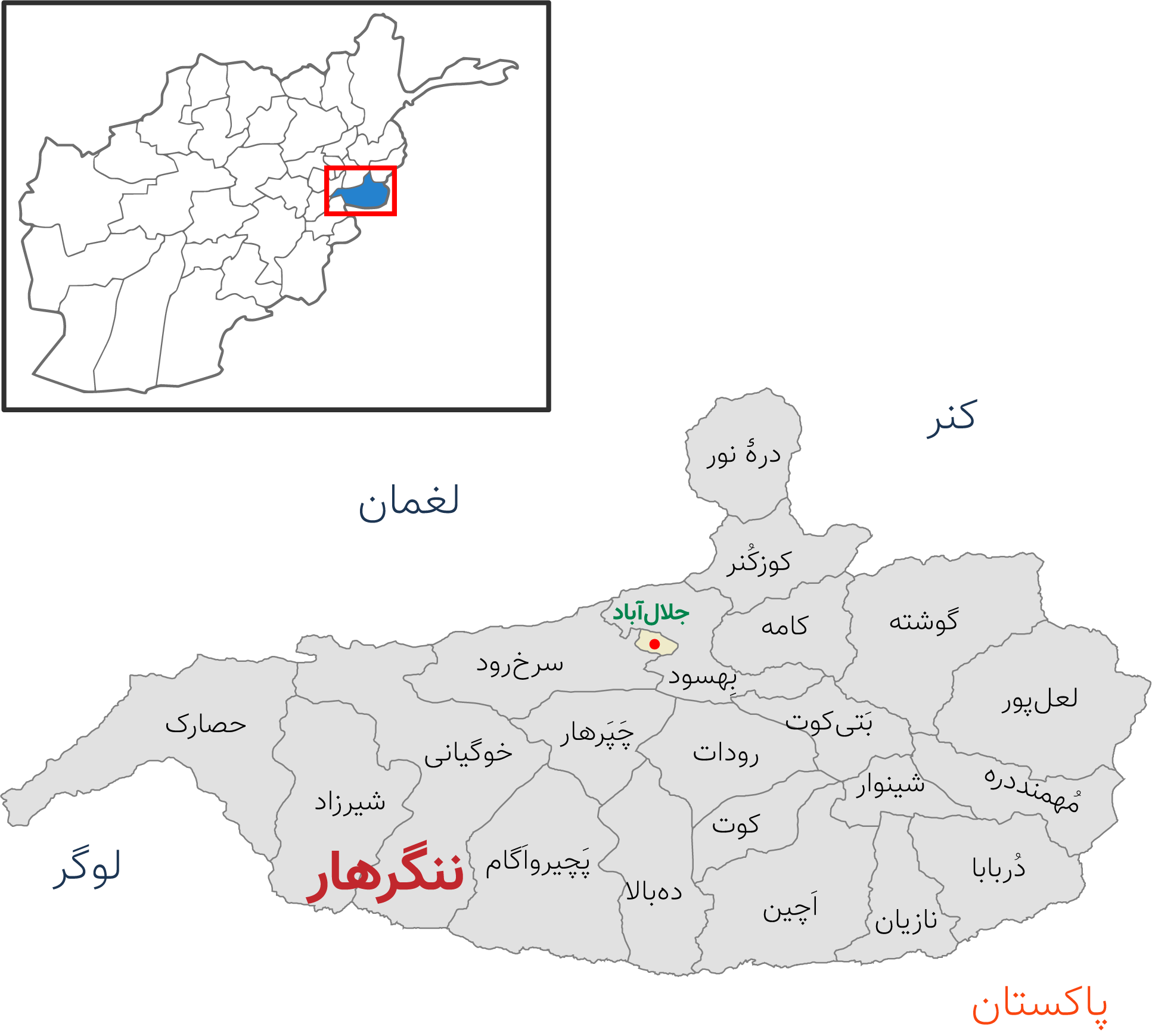
ولسوالی‌های ننگرهار

| - اَچین - بَتی‌کوت - بِهسود - پَچیرواَگام - جلال‌آباد - حصارک - چَپَرهار - خوگیانی - دَربابا - درهٔ نور - ده‌بالا | - رودات - سرخ‌رود - شیرزاد - شینوار - کامه - کوت - کوزکُنر - گوشته - لعل‌پور - مُهمنددره - نازیان |  |

## ولایت نورستان

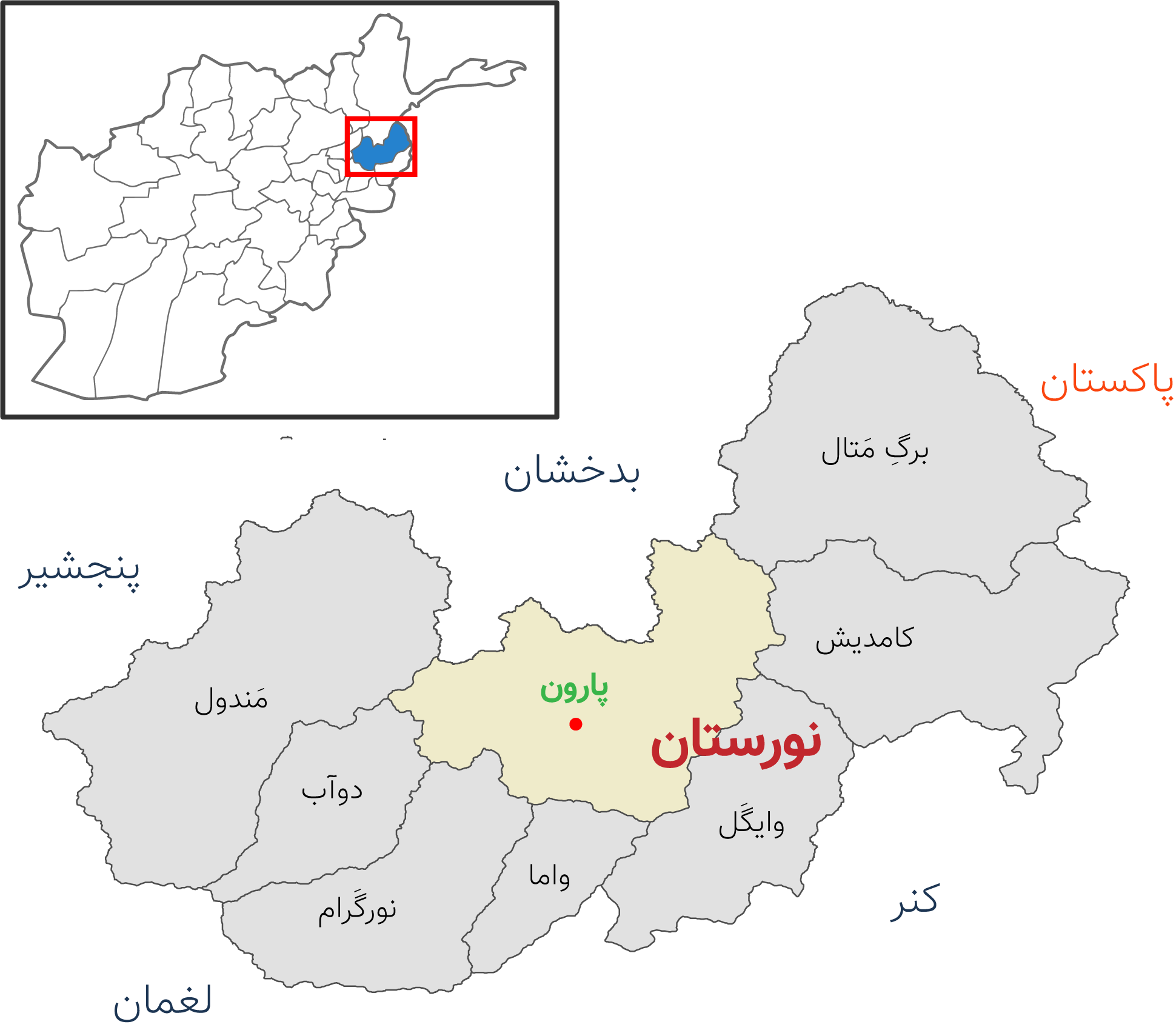
ولسوالی‌های نورستان

- برگِ مَتال
- پارون
- دوآب
- کامدیش
- مَندول
- نورگَرام
- واما
- وایگَل

## ولایت نیمروز

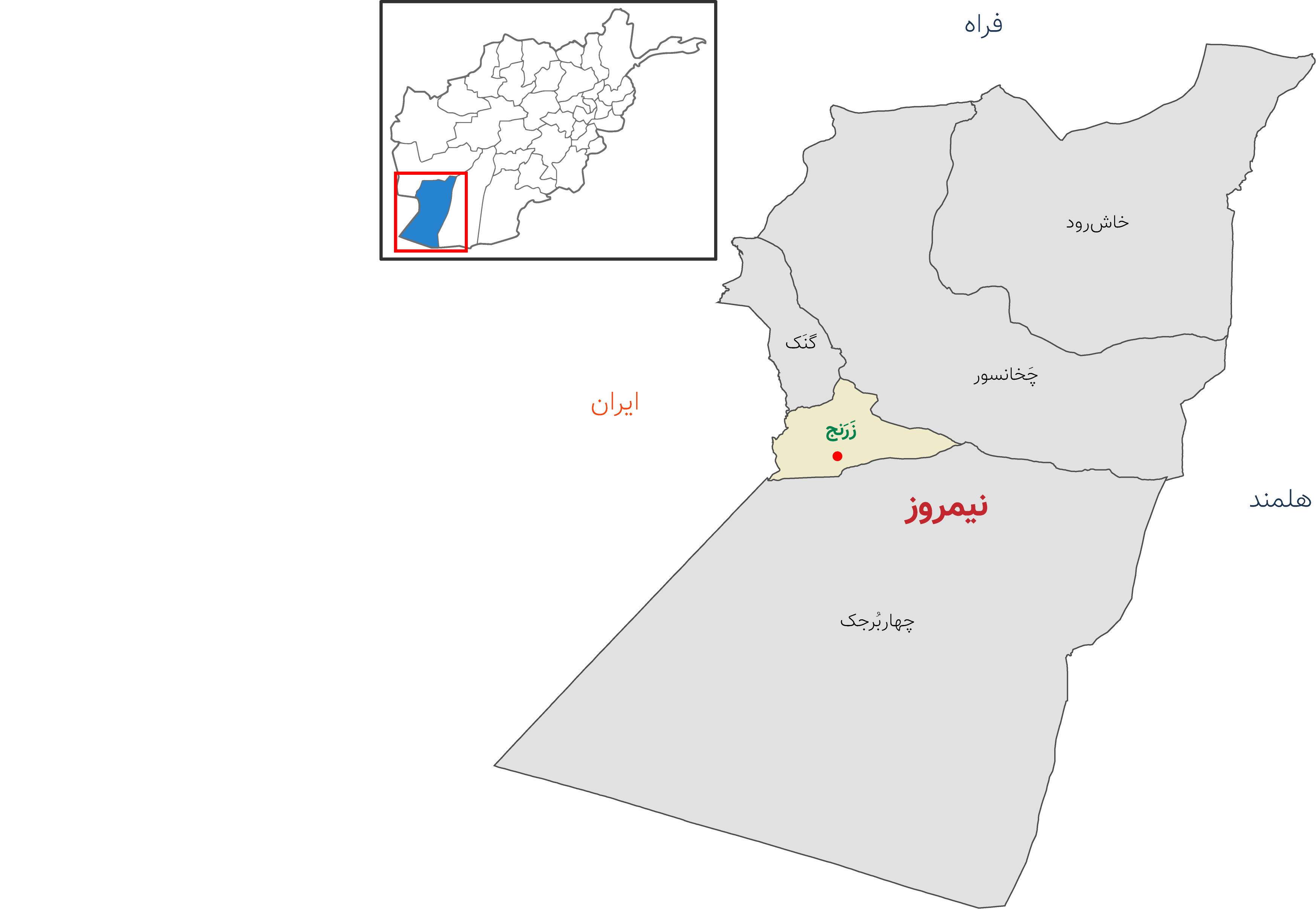
ولسوالی‌های نیمروز

- چَخانسور
- چهاربُرجک
- خاش‌رود
- زَرَنج
- کَنگ

## ولایت هرات

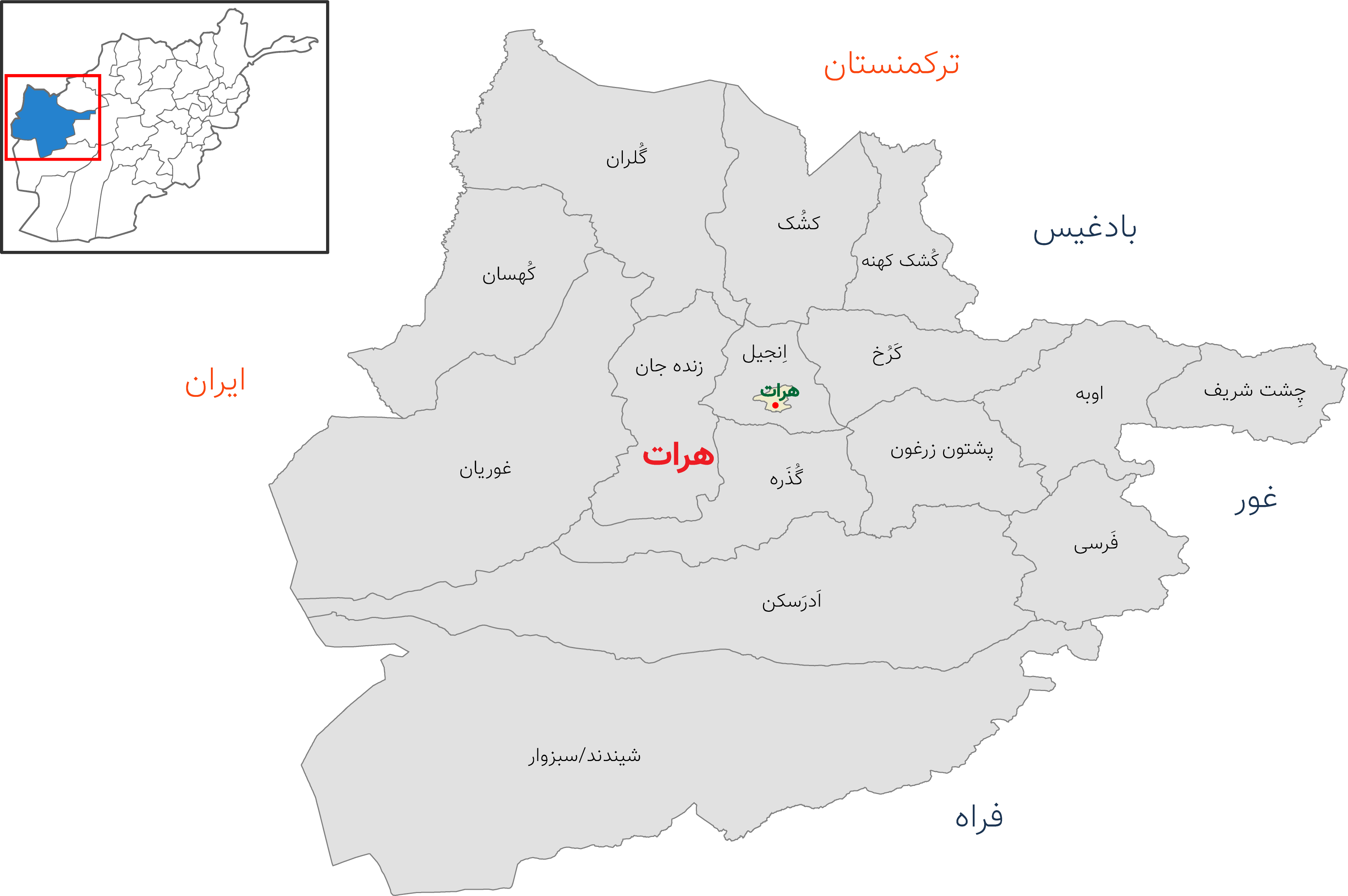
ولسوالی‌های هرات

- اَدرَسکن
- اِنجیل
- اوبه
- چِشت شریف
- زنده‌جان
- شیندند (سبزوار)
- زیر کوه
- پشت کوه
- کوه زور
- زاول
- پشتون زرغون
- غوریان
- فارسی
- کَرُخ
- کُشک
- کُشک کهنه
- کُهسان
- گُذَره
- گُلران

## ولایت هلمند

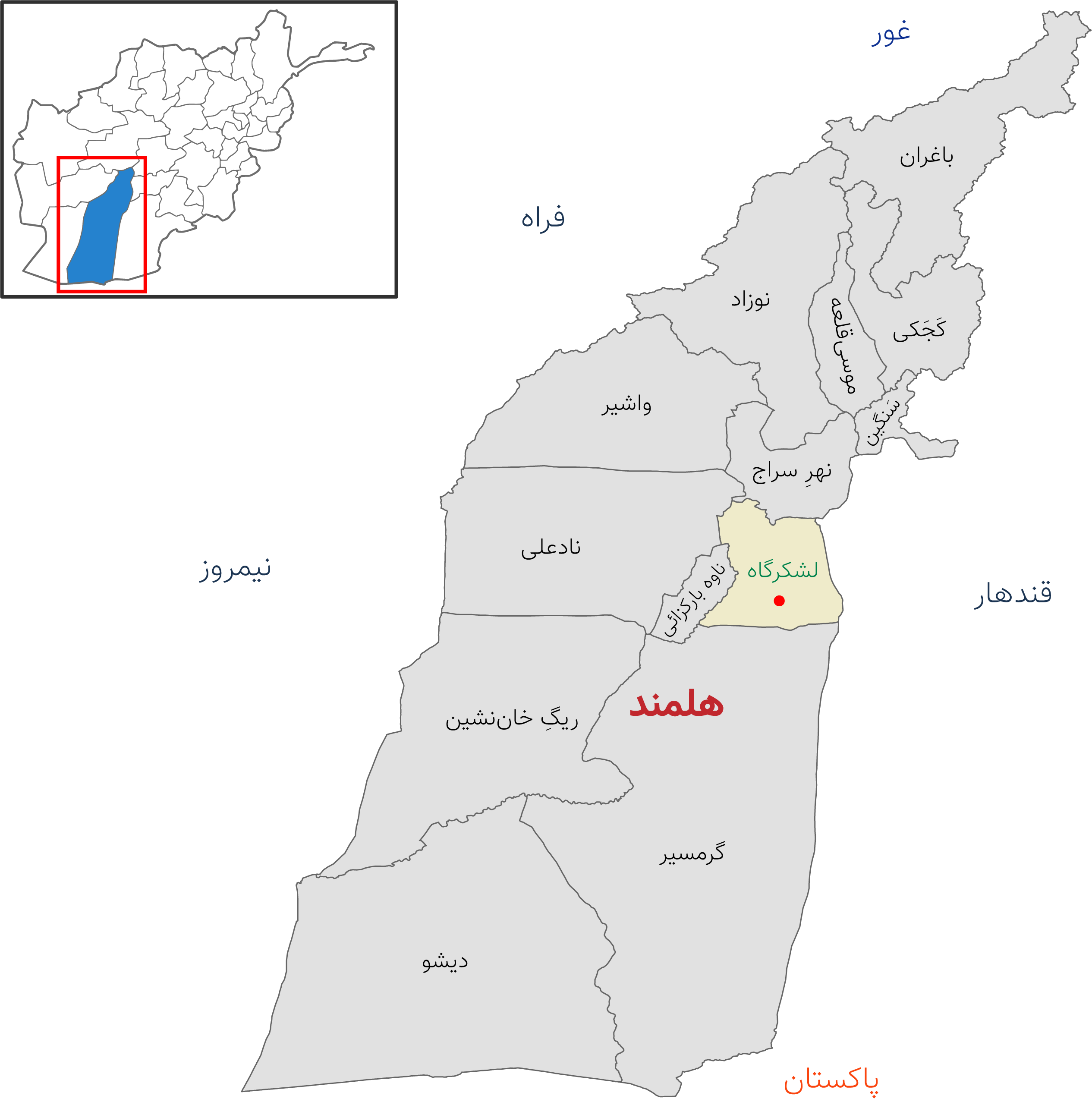
ولسوالی‌های هلمند

- بَغران
- دیشو
- ریگِ خان‌نشین
- سَنگین
- کَجَکی
- گرمسیر
- لشکرگاه
- موسی‌قلعه
- نادعلی
- ناوهٔ بارکزائی
- نوزاد
- نهرِ سراج
- واشیر